# Stefan Branković (Despot)

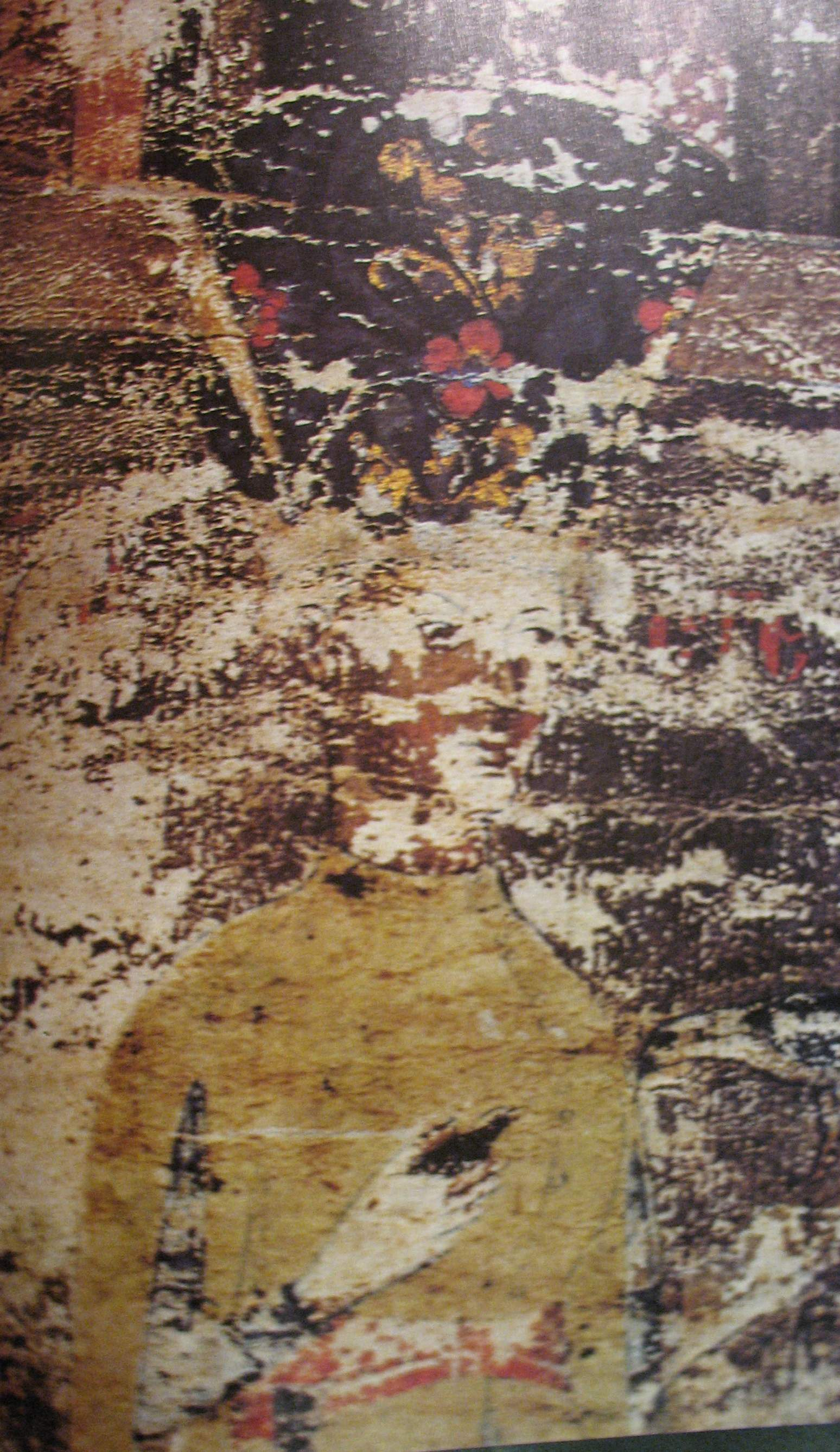
Stefan Branković, Esphigmenou charter (1429)

Stefan Branković (kyrillisch Стефан Бранковић; auch Stefan Djuradović Branković genannt; * um 1417 – 9. Oktober 1476 Burg Belgrado (nicht mehr vorhanden) in Varmo bei Udine, Italien) stammte aus der serbischen Dynastie der Branković und war vom 20. Februar 1458 bis 21. März 1459 der letzte Despot von Serbien seines Hauses. Wegen seiner 1441 erfolgten Blendung durch die Osmanen wurde er auch „Stefan der Blinde“ (Стефан Слепи), genannt.
Ein wesentlicher Teil seines Lebens wurde durch das Schicksal seines Vaters Despot Đurađ Branković geprägt, der unter schwierigsten Verhältnissen von 1427 bis 1456 als Despot (Fürst) von Serbien regierte und durch den sein Sohn Stefan die dramatischen Auseinandersetzungen zwischen dem expandierenden Osmanischen Reich, den Balkanstaaten und den westlichen Mächten miterlebte. Traumatisierend war dabei wohl auch, dass sein Vater als osmanischer Vasall Truppen zur Eroberung von Konstantinopel durch Sultan Mehmed II. abstellen musste und damit Anteil am Untergang des Byzantinischen Reiches hatte, obwohl er mit dessen Kaisern verwandt und verschwägert war. Da Stefan blind war, folgte nicht er auf seinen Vater als Despot von Serbien, sondern sein jüngerer Bruder Lazar Branković – der einzige der verbliebenen Söhne mit Augenlicht – der von 1456 bis 1458 regierte.
Stefans eigene Regierungszeit betrug nur knapp ein Jahr. Er wurde auf Grund einer Intrige seiner Schwägerin Helena Palaiologina durch Matthias Corvinus, König von Ungarn, und Stjepan Tomaš Kotromanić, König von Bosnien, am 8. April 1459 abgesetzt und durch Helenas Schwiegersohn Stjepan Tomašević (* 1438; † Juni 1463 in Carevo Polje) ersetzt; dieser regierte anschließend nur vom 8. April bis 20. Juni 1459 als letzter Despot von Serbien, da die Osmanen das Land eroberten und dem Osmanischen Reich einverleibten und ihn zur Flucht zwangen. Er konnte sich anschließend 1461 bis 1463 als König von Bosnien halten. Stefan Branković floh seinerseits 1459 zunächst nach Albanien zu dem Fürsten Georg Kastriota „Skanderbeg“, heiratete dort dessen Schwägerin Angelina Arianiti, ging jedoch schließlich nach Norditalien ins Exil und lebte in der Festung Belgrado in Friaul, die Verwandten, den Grafen von Cilli, gehörte.
Trotz Exil, Landlosigkeit, Blindheit und offensichtlicher Machtlosigkeit wurde er von Zeitgenossen als wesentliche Stütze für die Kreuzzugspläne angesehen, die nach seiner Vertreibung geplant und durchgeführt wurden, um die Expansion des Osmanischen Reiches zu verhindern bzw. verloren gegangene Territorien zurückzugewinnen. Er war in deren Vorbereitungen involviert, indem er u. a. Gesandte an Papst Pius II. sandte und in verschiedenen Kreuzzugsplänen ausdrücklich als wesentlicher Faktor eines derartigen Unternehmens genannt wurde. Letztlich waren diese Bemühungen jedoch mangels Koordination und Unterstützung aus dem Westen vergeblich. Stefan starb nach 17 Jahren im Exil 1476 in der Burg Belgrado.

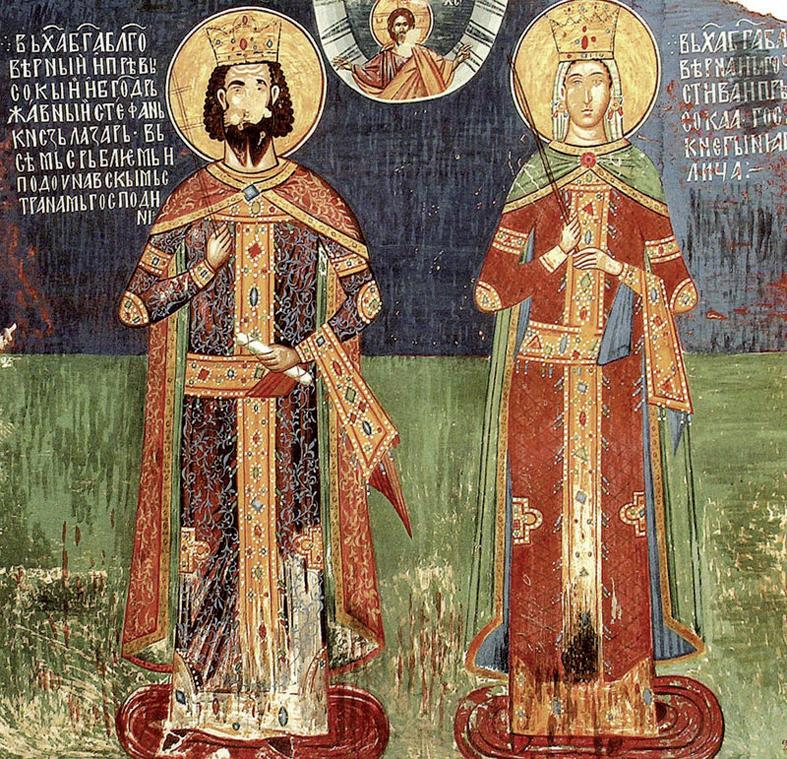
Die Urgroßeltern von Stefan Branković, Fürst Lazar Hrebeljanovic und dessen Gemahlin Milica Nemanjić als Heilige der Serbisch-Orthodoxen Kirche

Die Nachwirkung seiner Person und seiner Familie beruht einerseits auf deren religiöser Bedeutung, da nicht nur er selbst und seine Ehefrau, Angelina Arianiti, als Heilige der Serbisch-Orthodoxen Kirche verehrt werden, sondern bereits seine Urgroßeltern Lazar Hrebeljanović „Zar Lazar“ von Serbien und dessen Gemahlin Milica Hrebeljanović, sein Vater Đurađ Branković, sowie auch zwei seiner Söhne, Djordje Stefanović Branković und Jovan Stefanović Branković.
Andererseits beruht seine Nachwirkung auf der Bedeutung seiner familiären Beziehungen, wie sich aus der Liste seiner Vorfahren ergibt, da diese über den vermuteten Umkreis eine regionale Dynastie des Balkans hinausgehen, indem dort nicht nur Vertreter führender Dynastien des Balkans, wie etwa die alte serbische königliche bzw. kaiserliche Dynastie der Nemanjić aufscheinen, sondern auch Herrscher des Byzantinischen Reiches, des 1204 gegründeten Lateinischen Kaiserreiches, bis hin zu Königen von Kastilien und von Aragón und selbst zu Kaiser Friedrich I. Barbarossa, auch bestanden Schwägerschaften zu Sultanen der Osmanen.
Stefans Nachwirkung beruht darüber hinaus auf seinen Nachkommen, und insbesondere auf denen seiner Tochter Maria Branković, die mit Bonifaz III. Palaiologos, Markgraf von Montferrat von 1463 bis 1494, verheiratet war; durch sie zählen zu seiner Nachkommenschaft zahlreiche europäische Dynastien – darunter u. a. das Haus Habsburg-Lothringen – die durch ihn mit seinen Vorfahren – und daher sowohl mit den spätmittelalterlichen Abwehrkämpfen gegen die osmanische Expansion, aber auch mit hochmittelalterlichen Gestaltern europäischer Geschichte sowie mit der Dynastie der osmanischen Sultane verbunden sind.

## Herkunft

### Anfänge

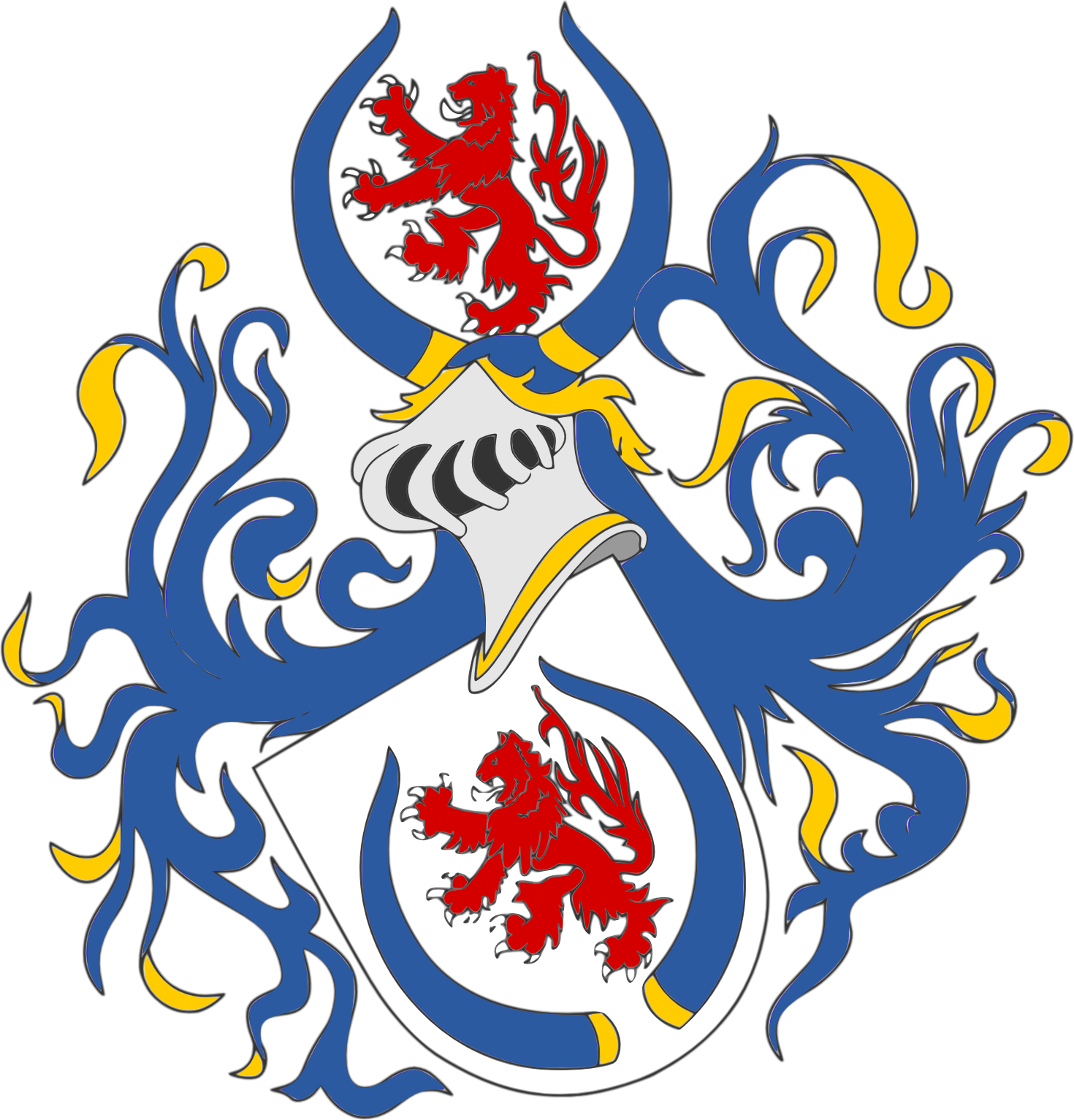
Wappen der Familie Branković

Stefan Branković stammt aus einer serbischen Adelsfamilie, die bereits zur Zeit, als die Dynastie der Nemanjić als Könige und Zaren in Serbien regierte, als Hofwürdenträger und Magnaten wichtige Funktionen ausübte. Die ältesten namentlich bekannten Vertreter waren zwei Brüder, Nicola und Mladen, die Gefolgsleute des Königs Stefan Uroš III. Dečanski waren, der von 1321 bis 1331 regierte, und anschließend im Dienst von Zar Stefan Uroš IV. Dušan standen, wobei Nicola als Zupan (Graf) in Nordalbanien diente und Mladen – der nähere Stammvater der Familie – unter der Regierung von König Stefan Milutin (regiert von 1282 bis 1321) und von 1322 bis 1323 als serbischer Woiwode (Feldherr) in Zahumlje diente. Dessen Sohn Branko Mladenović wurde zum Namensgeber der Familie.

### Aufstieg
Der Aufstieg der Familie stützte sich zunächst auf die gezielt aufgebauten verwandtschaftlichen Beziehungen zu den führenden serbischen Familien. Sie konnten darauf verweisen, dass sie in weiblicher Linie über Milica Nemanjić, Heilige der Serbisch-Orthodoxen Kirche, von der seit Jahrhunderten regierenden serbischen Herrscherfamilie der Nemanjić abstammten.

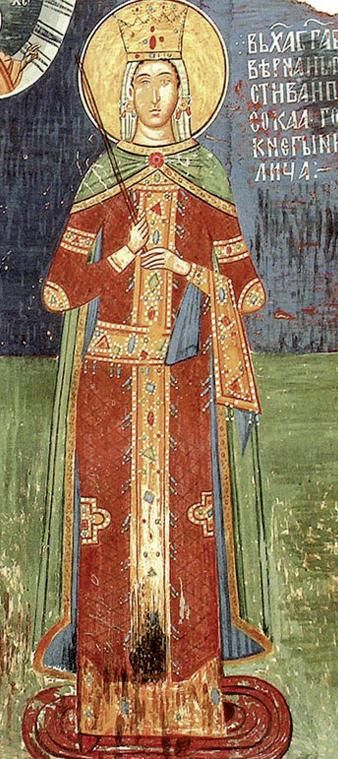
Milica Nemanjić, Darstellung um 1402 im Kloster Ljubostinja

Gegen Ende der Dynastie der Nemanjić übernahm das Haus Mrnjavčević eine führende Rolle, indem Vukašin Mrnjavčević von 1365 bis 1371 und dessen Sohn Marko Kraljević von 1371 bis 1394/95 den Titel König von Serbien trugen. Die Branković waren mit diesen verschwägert, da Nikola Radonja Branković († nach 1365) seit 1350 mit Jelena Mrnjavčević, einer Schwester von König Vukašin, verheiratet war.
Auch mit der anschließend dominierenden Familie, den Lazarević, waren die Branković eng verbunden, da Vuk Branković (* 1345; † 6. Oktober 1397), Knez (Fürst) von Raska-Kosovo von 1371 bis 1396, mit Mara Lazarević († 1426), einer Tochter von Lazar Hrebeljanović, verheiratet war, der zum bedeutendsten serbischen Fürsten und nach seinem Tod in der ersten Schlacht auf dem Amselfeld am 15. Juni 1389 zum Märtyrer und Heiligen der Serbisch-Orthodoxen Kirche aufstieg. Über die Lazarevic bestanden u. a. auch Schwägerschaften zu den Balšić, Herren der Zeta, und zu den Kosača, Voivoden von Bosnien.

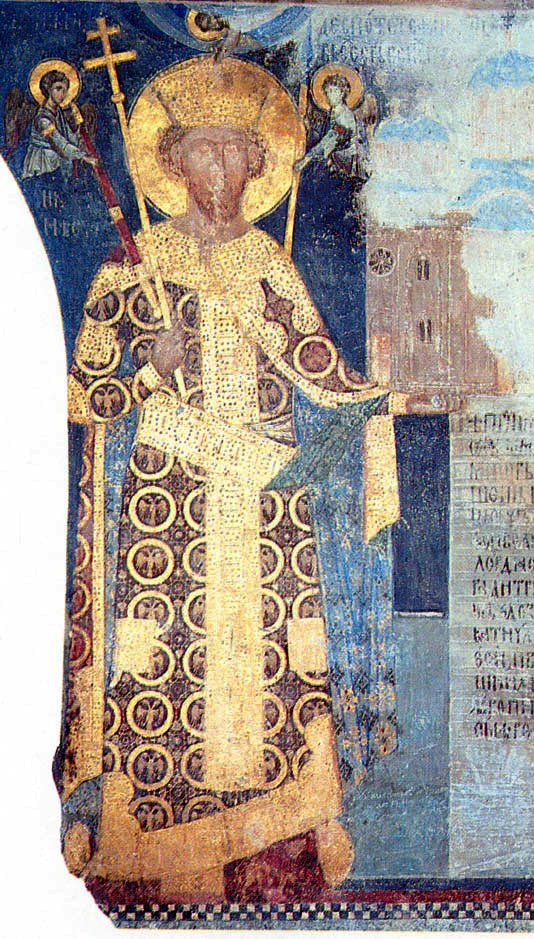
Stefan Lazarevic, Fürst von Serbien, Großonkel von Stefan Branković

Stefan Branković selbst war mit dem albanischen Freiheitshelden Georg Kastriota, genannt „Skanderbeg“, verschwägert, da dieser mit Donica Arianiti, der Schwester seiner Frau, verheiratet war. Zugleich war Stefan dadurch mit bedeutenden albanischen Adelsfamilien wie den Fürsten Arianiti und den Fürsten Dukagjini verschwägert.

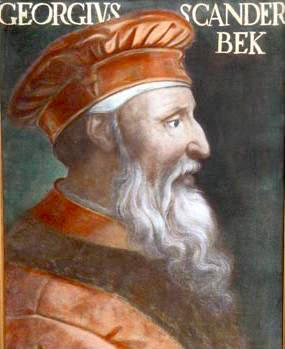
Gjergj Kastrioti

Stefan Brankovic hatte auch zu den damals angesehensten regionalen Dynastien – etwa zu den byzantinischen Kaiserfamilien, wie der Kantakuzenos und den Palaiologos und selbst zu der der Sultanen der Osmanen – familiäre Beziehungen, denn sein Großvater war mit Mara Lazarević verheiratet und durch deren Schwester Dragana Lazarević mit deren Gemahl Bayezid I., genannt „yıldırım“ (der Blitz), verschwägert, der von 1389 bis 1402 als Sultan des Osmanischen Reiches regierte. Stefan war selbst direkt mit den Osmanen verschwägert, denn seine Schwester Mara Branković († 1487) war seit 1435 mit Sultan Murad II. verheiratet und spielte eine wichtige politische Rolle.

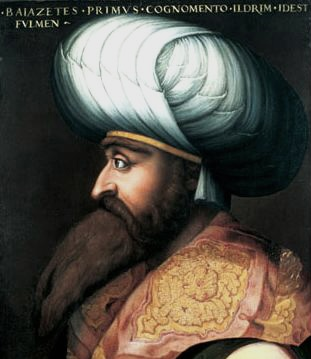
Bayezid I by Cristofano dell'Altissimo

Neben der Heiratspolitik beruhte der Aufstieg der Familie Branković auf dem Zerfall des serbischen Kaiserreiches, der sich 1371 mit dem Ableben von Zar Stefan Uroš V. verstärkte und dadurch der Familie Gelegenheit bot, sich territorial auszuweiten. So musste der letzte nominelle serbische König, Marko Kraljević, der von 1371 bis 1394/95 regierte, auch zugunsten der Familie Branković erhebliche Gebietsverluste hinnehmen. Dies ermöglichte es den Branković, die Grundlagen für die Errichtung des serbischen Despotates zu schaffen.

### Eltern

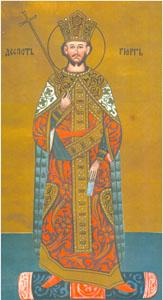
Despot Djuradj Brankovic

Stefans Vater Đurađ Vuković Branković (* 1375; † Smederevo 24. Dezember 1456), war der erste seines Hauses, der als Nachfolger seines Onkels Stefan Lazarević 1427 als Despot von Serbien fürstlichen Rang erlangte und der zugleich derjenige der Familie war, der am längsten, nämlich von 1427 bis 1456 regierte und sich „Despot des Königreiches Rascia und Herr von Albanien“ nannte.

Serbisches Despotat (1422)-sr

Đurađ Branković lebte in schwierigen Zeiten, da Serbien ein Ziel der Expansionsbestrebungen des Osmanischen Reiches war und 1439 von den Osmanen besetzt wurde, was die Familie ins Exil zwang. Der Kreuzzug von 1443 unter der Führung des polnisch-ungarischen Königs Władysław III. und von Johann Hunyadi befreite Serbien von der osmanischen Besatzung und Djuradj Brankovic gewann seine Herrschaft zurück. In der Folge sah er sich jedoch gezwungen, sich zur Absicherung seiner Herrschaft dem Sultan zu unterwerfen. Er weigerte sich daher 1448, am Kreuzzug Johann Hunyadis gegen die Osmanen teilzunehmen, was wohl zur Niederlage der christlichen Truppen in der zweiten Schlacht auf dem Amselfeld (1448) beitrug. Besonders schwerwiegend erscheint, dass er sich als türkischer Vasall gezwungen sah, 1453 Truppen zur Eroberung von Konstantinopel abzustellen, und damit einen Beitrag zum Untergang des Byzantinischen Reiches leistete. Trotz dieses Beweises seiner Loyalität eroberten die Osmanen bereits im nächsten Jahr weite Teile Serbiens, wodurch sich Djurad gerade noch in seiner Hauptfestung Smederevo halten konnte. Djuradj begab sich nach Wien, um am Kaiserhof um Unterstützung zu bitten. Auf der Rückreise wurde er bei Belgrad vom Schwager Hunyadis Mihály Szilágyi als Verräter abendländischer Interessen gefangen genommen. Später freigelassen, verstarb er im Jahre 1456. Er war seit 26. Dezember 1414 mit Irene Kantakuzene verheiratet.

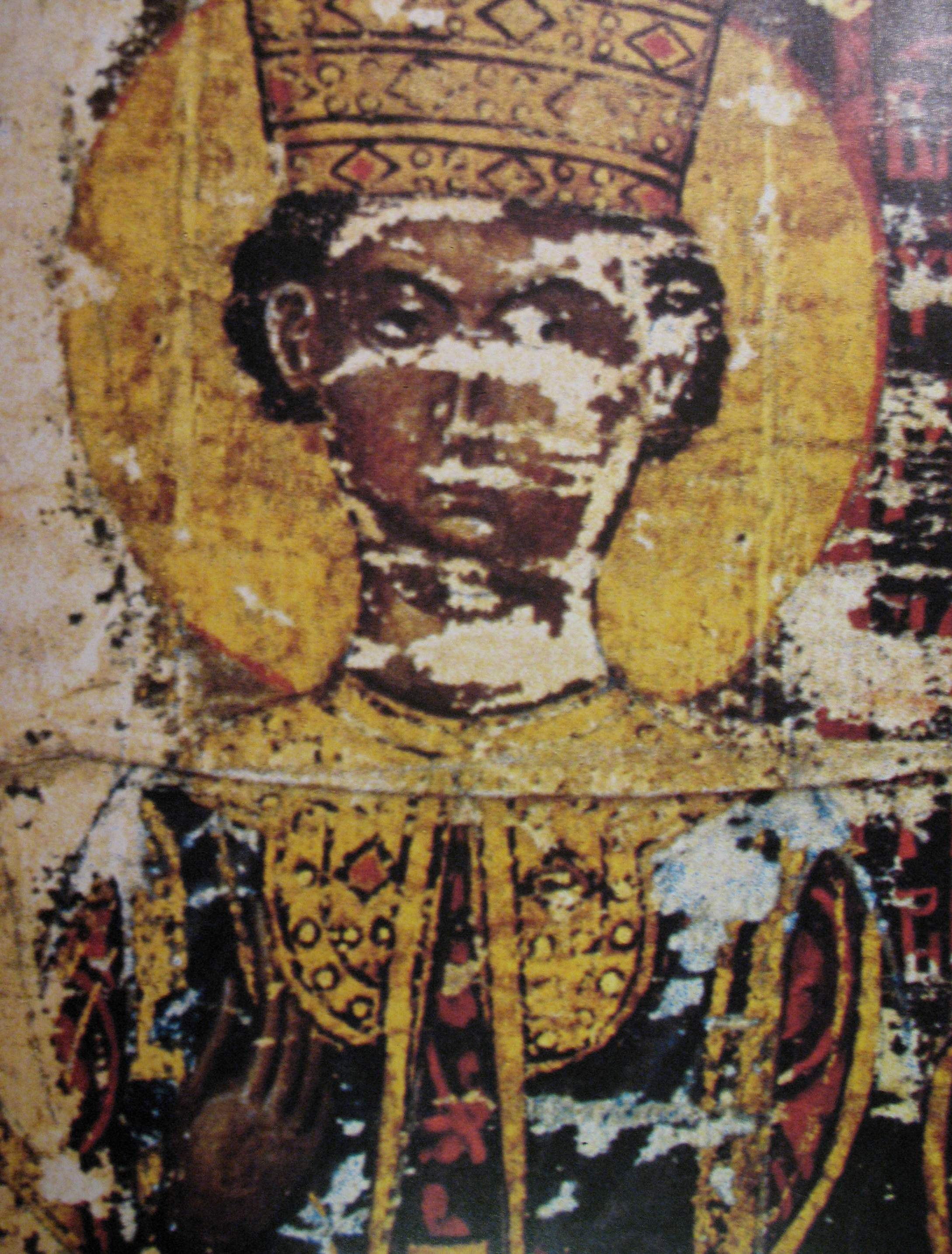
Irene Kantakouzene, Großmutter Marias; Esphigmenou charter (1429)

Stefans Mutter war Irene Kantakuzene (* um 1400; † 3. Mai 1457), die aus der bedeutenden byzantinischen Dynastie der Kantakuzenos stammte, eine Tochter des Theodoros Palaiologos Kantakuzenos und damit eine Nachkommin des byzantinischen Kaisers Johannes VI. Kantakuzenos war, der von 1341 bis 1354 regierte.
Die Genealogie der Kantakuzenos ist nicht ganz gesichert. Der hier wiedergegebenen Darstellung beruht auf dem Masarelli Manuscript, dem auch die entsprechende Darstellung in der Wikipedia in englischer Sprache folgt. Theodoros Kantakuzenos war demnach mit Helena Ouresina Palaiologina (Nemanjić) verheiratet, einer Tochter von Jovan Uroš Nemanjić († 1422), „Kaiser der Serben und Griechen“, der von 1370 bis 1373 in Thessalien herrschte, und dessen Gemahlin, die eine Tochter von Radoslav Hlapen, einem serbischen Herren in Makedonien, war.

## Leben

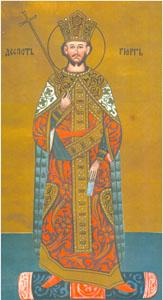
Despot Djuradj Brankovic

Stefan Branković wurde um 1417 als viertes Kind und dritter Sohn seiner Eltern geboren. Er wuchs gemeinsam mit seinen Geschwistern auf.

### Geschwister
1. Todor Branković († vor 11. September 1429) starb wohl früh; er erscheint nicht in einer wichtigen Urkunde seines Vaters von diesem Tag, in der nur seine Brüder und Schwestern aufgezählt werden.[4]
2. Grgur Branković (* 1415; † Čilandar 16. Oktober 1459) wurde von den Osmanen 1439 nach der Eroberung von Smederevo, der Hauptfestung des Despotates Serbien, und Absetzung seines Vaters als Gouverneur eines Teiles der Besitzungen seines Vaters eingesetzt. Da er später verdächtigt wurde, gegen die Osmanen zu intrigieren, wurde sein Herrschaftsbereich von den Osmanen konfisziert, er selbst mit seinem Bruder Stefan nach Amasya in Kleinasien deportiert und dort am 8. Mai 1441 ebenso wie sein Bruder geblendet. In einer Urkunde seines Vaters über die Bestätigung der Privilegien von Ragusa vom 17. September 1445 wurde er genannt.[5] Bald darauf trat er als Mönch German in das Kloster Hilandar auf dem Berg Athos ein, wo er am 16. Oktober 1459 verstarb. [xilandar] (serbisch Манастир Хиландар Manastir Hilandar)

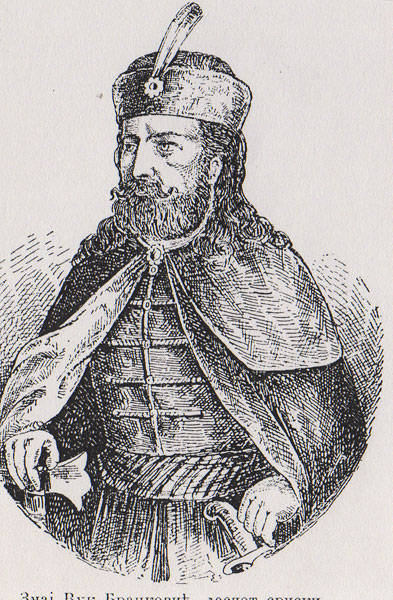
Змај Vuk Grgurević Branković Titulardespot von Serbien

1. 1. Vuk Grgurević Branković, ein außerehelicher Sohn, diente erst dem Sultan Mehmed II. und ab 1465 dem König von Ungarn, Matthias Corvinus, der ihn in Ungarn zum Despoten ernannte und ihm die Verteidigung der Südgrenze Ungarns übertrug.[6] Er war von 1471 bis 1485 Titular-Despot von Serbien und wurde als Zmaj Ognjeni Vuk, der Flammende Drache Wolf, in vielen Volksliedern besungen. Er war mit Barbara Frankopan († 1506), einer Tochter des Grafen Hans Frankopan von Krk (Veglia) († nach 1488) und der Elizabetta Morosini, einer Tochter des Paolo Morosini, verheiratet.[7] Er hinterließ keine Nachkommenschaft.

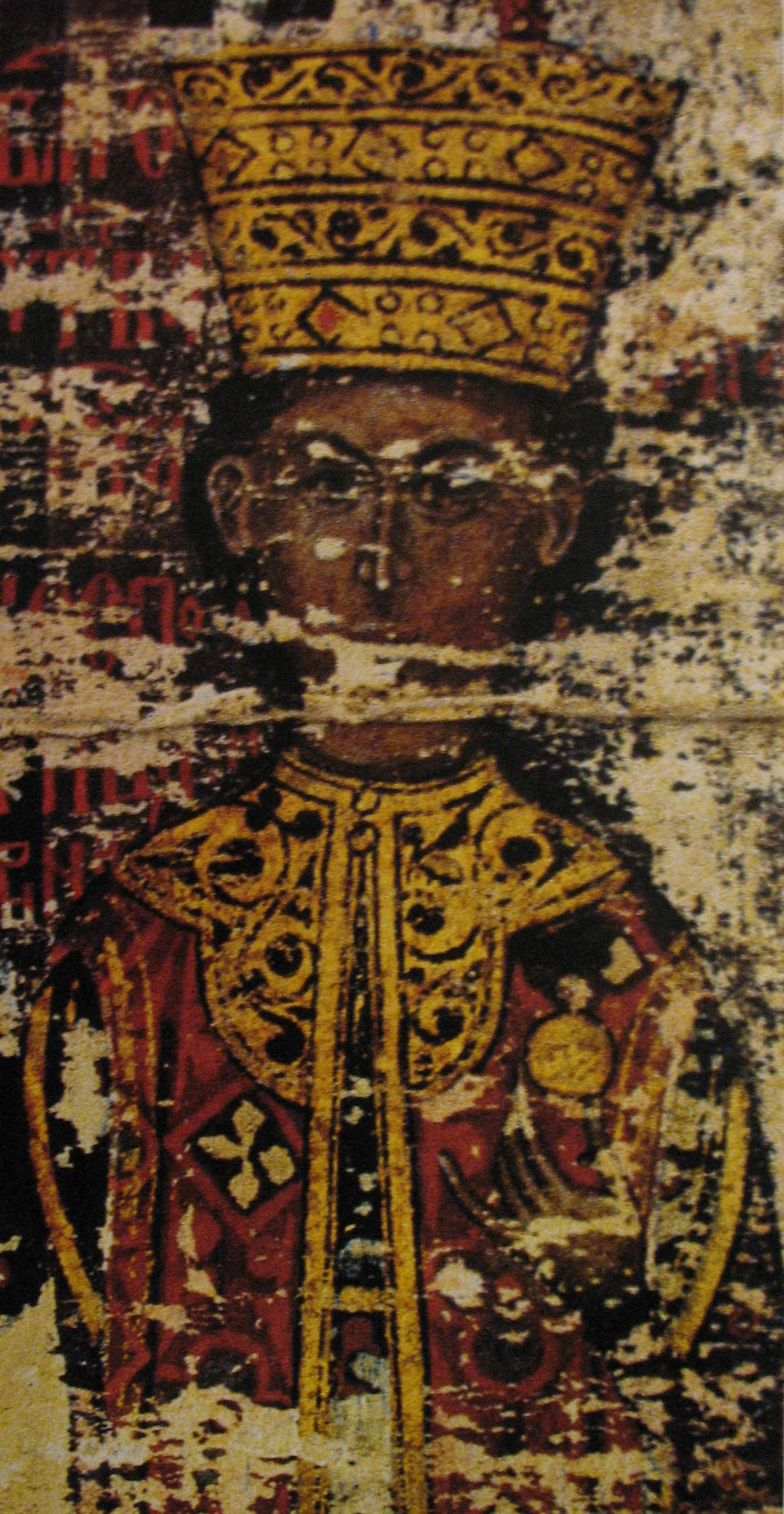
Mara Branković (1429)

- Mara Branković (c. 1416 – 14. September 1487) wurde am 4. September 1435 in Edirne mit Sultan Murad II. verheiratet, wobei ihre Mitgift aus den Bezirken Dubočica und Toplicadem bestand. Murad regierte von 1421 bis 1451 (mit einer Unterbrechung von 1444 bis 1446) und sie wurde daher als „Mara Despina Hatun“ und als „Sultana Marija oder Amerissa“ bezeichnet. Aus ihrer Ehe hatte sie keine Kinder, erhielt jedoch am 3. Februar 1451 unter der zweiten Herrschaft ihres Stiefsohnes Mehmed II. den Ehrentitel „Valide Hatun“, was Königin-Mutter bedeutet und den sie bis 3. Mai 1481 behielt. Sie war eine bedeutende diplomatische Vermittlerin zwischen dem Westen und dem Osmanischen Reich und unterstützte dort die Anliegen der orthodoxen Kirche.[8] Georgius Phranzes[9] berichtet von einem Plan, Mara in zweiter Ehe mit Kaiser Konstantin XI. von Byzanz zu verheiraten, was Mara jedoch ablehnte.

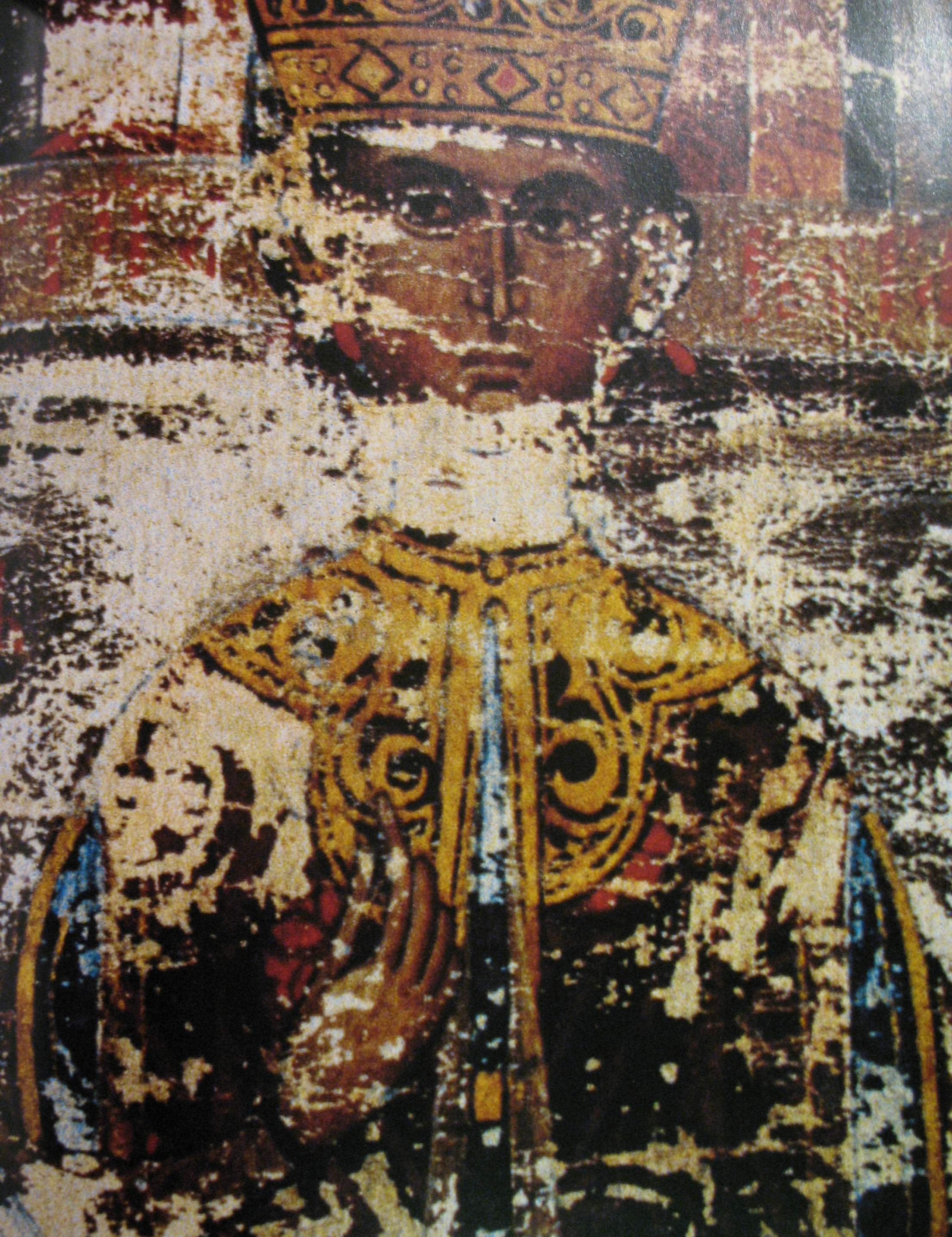
Katarina Branković 1429

- Katharina genannt „Kantakuzina“ Branković (* 1418/19; † Ježovo 1492) heiratete 1432/34 den Grafen Ulrich II. von Cilli, von Ortenburg und von Sternberg, der 1436 gemeinsam mit seinem Vater zu einem gefürsteten Grafen erhoben wurde. Er war ein Sohn des Grfen Friedrich II. von Cilli und dessen Gemahlin Elisabeth Frankopan († ermordet 1422), Gräfin von Krk und Modruš.[10] Katharinas Söhne, die Grafen Hermann IV. und Georg, starben jung, die Tochter Elisabeth (* 1441; 6. November 1455) heiratete 1455 als dessen erste Gemahlin Matthias Corvinus König von Ungarn,[11] starb jedoch schon im September darauf, noch bevor die Ehe vollzogen war.

1. Lazar Branković (* um 1425; † 1458) war von 1456 bis 1458 als Nachfolger seines Vaters Despot von Serbien. Er war verheiratet mit Helena Palaiologina (* 1430; † 1473), einer Tochter von Thomas Palaiologos (* 1409/10 in Konstantinopel; † 12. Mai 1465 in Rom), Despot von Morea von 1428 bis 1460 und ab 1432 Fürst von Achaia. Lazar war durch diese Ehe Schwager von Andreas Palaiologos (* 1453 auf der Morea; † 1502), der von 1465 bis zu seinem Tod 1502 Titular-Kaiser von Byzanz und Titular-Despot von Morea war. Durch seine Schwägerin Zoë Sophia Palaiologina († 1503) war Lazar mit Iwan III. dem Großen, Großfürst von Moskau von 1462 bis 1505, verschwägert. Lazar hinterließ drei Töchter:
  1. Jelena Branković (* 1447; † 1498), die am 1. April 1459 in Smederevo Stjepan Tomašević († enthauptet in Jajce im Juni 1463), einen Sohn von Stjepan Thomas Ostojić, König von Bosnien (1443–1461), aus dessen erster Ehe mit Voyaća heiratete, der nach der Absetzung von Stefan Branković zwei Monate lang – bis zur Vertreibung durch die Osmanen, die am 20. Juni 1459 Smederevo eroberten – als letzter Despot von Serbien regierte. Er folgte auf seinen Vater 1461 als König von Bosnien, erhielt 1461 eine Krone vom päpstlichen Legaten. Die Osmanen eroberten jedoch 1463 Bosnien, nahmen ihn gefangen, brachten ihn vor den Sultan, der ihn enthaupten ließ. Nach Steven Runciman endete Jelena im Harem eines türkischen Generals.[12] Er hatte keine Kinder.
  2. Jerina (Irene) Branković war mit Gjon Kastrioti II. (* vor 1457; † nach 1495) verheiratet, der zunächst Herr von Kruja war. Er folgte 1468 auf seinen Vater Skanderbeg als Haupt der Albanischen Liga, floh mit seiner Mutter in das Königreich Neapel. Er war ab 1485 Graf von Soleto und ab 1495 Herzog von San Pietro in Galatina.[13]
    1. Elena Castriota, ⚭Elia Černetić (italienisiert: Elia Cernovicchio)
    2. Giorgio Castriota (* um 1476; † 1540), 1498 Schatzmeister des Herzogtums Amalfi, kämpfte von 1499 bis 1501 an der Seite der Republik Venedig, ab 10. August 1503 neapolitanischer Patrizier; ⚭ Bernardina Coppola, Tochter von Guido, Patrizier von Scala
    3. Constantino Castriota (* 1477; † 1500), Bischof von Isernia-Venafro
    4. Ferdinando Castriota († 1561), seit 1516 2. Herzog von San Pietro in Galatina, 2. Graf von Soleto ⚭ Adriana Acquaviva d'Aragona aus dem Haus der Herzöge von Nardò
    5. Maria Castriota († 19. Oktober 1569), ⚭ Carlo Minutolo, neapolitanischer Patrizier

  3. Milica Branković (* um 1448; † 1464) heiratete am 1. Mai 1463 in Dubrovnik als dessen erste Gemahlin Leonardo III. Tocco († vor August 1503 in Rom), der von 1448 bis 1479 als letzter Despot von Romania, Herzog von Lefkada, Pfalzgraf von Kefalonia und Despot von Arta regierte. Ein Sohn stammte aus dieser Ehe:
    1. Carlo III. Tocco (* 1464; † Ende 1518), Despot von Arta und Titular-Graf von Zakynthos, war verheiratet mit Andronica Arianiti Comneno, Tochter von Costantino Arianiti Comneno, Titular-Despot von Mazedonien und Thessalien. Dieser war ein Halbbruder von Angelina Arianiti, der Ehefrau von Stefan Branković, und mit Francesca Palaiologos von Montferrat verheiratet, die eine außereheliche, aber legitimierte Tochter von Bonifaz IV. Palaiologos, Markgraf von Montferrat, und damit eine Stieftochter von Maria Branković, der Tochter von Stefan Branković war.[14] Zu seinen Nachkommen zählt die Familie Tocco in Italien, die Herren von Refrancore, Grafen von Montaperto und Fürsten von Montemiletto waren.

### Jugend
Stefan Branković wurde um 1417 und damit zu einem Zeitpunkt geboren, zu dem sein Vater Djuradj Branković noch nicht regierte, sondern der Autorität seines Onkels Stefan Lazarević (* 1377; † 1427) unterstand, der von 1402 bis 1427 als Despot von Serbien regierte. Stefan Branković war daher wohl anwesend, als nach dem Tod von Stefan Lazarević eine Versammlung des serbischen Adels im Jahre 1427 seinen Vater als dessen Nachfolger als Despot von Serbien anerkannte, wodurch die Familie Branković in die Reihe der Herrscher Serbiens aufstieg. Formell erhielt sein Vater im Mai 1429 durch einen Gesandten des Byzantinischen Kaisers Johannes VIII. Palaiologos. den byzantinischen Herrschertitel „Despot“. Zu diesem Kaiser, der von 1425 bis 1448 regierte, bestand insofern eine Verschwägerung, da er von 1421 bis 1426 mit Sophia von Montferrat (+ 21. August 1434) verheiratet war, deren Großneffe, Bonifazio III. Markgraf von Montferrat im Jahre 1485 zum Schwiegersohn von Stefan Branković wurde.
Urkundlich erwähnt wird Stefan mit seinen Eltern und Geschwistern in einer Urkunde seines Vaters Đurađ vom 11. September 1429, mit der dieser zugunsten des Klosters Esphigmenou Monastery at Mount Athos eine Stiftung errichtet. Während seiner langen Wartezeit auf die Nachfolge im Despotat erlebte Stefan Brankovic die dramatische Verschärfung des Konfliktes mit dem expandierenden Osmanischen Reich sowie die verschiedenen Bemühungen des Westens, durch Kreuzzüge die verlorenen Gebiete wieder zurückzuerlangen.
Die Bindung an benachbarte Mächte war eine wesentliche Überlebensstrategie zu dieser Zeit, wodurch es – je nach den Machtverhältnissen – öfters auch zu Wechseln kam. So war Djurad durch den Titel Despot an Byzanz gebunden, musste sich aber der Souveränität des Osmanischen Reiches unterwerfen und sich zum ungarischen Vasallen machen, um am Kreuzzug von Varna teilnehmen zu können. Ähnlich erscheint Stefan im Jahre 1435 als Bürger der Republik Venedig, die dadurch ihre eigenen Interessen am Balkan zu stützen versuchte.
Stefan dürfte sich bald darauf seinem ältesten Bruder Grgur Branković angeschlossen haben, der bereits in der Urkunde von 1429 mit dem Titel Despot aufscheint. Der Bezug zum Kaiserreich von Byzanz war durch diesen Titel zwar theoretisch gegeben, ausschlaggebend waren jedoch die konkreten Machtverhältnisse, die immer wieder vom Osmanischen Reich dominiert wurden. So war bereits Stefans Großvater von Sultan Murad I. vertrieben worden, der Stefans Vater um 1398/1402 große Teile dieses Besitzes restituierte, ihn jedoch dazu verpflichtete, als Kommandant serbischer Truppen an seiner Seite am 20. Juli 1402 in der Schlacht bei Ankara zu kämpfen, in der Sultan Murad I. unterlag und in Gefangenschaft des Gründers des Reiches der Timuriden auf dem Gebiet des heutigen Afghanistan, Iran und Zentralasien, Timur Lenk (* 9. April 1336; † 17./19. Februar 1405) geriet.
Bald nach der Übernahme der Herrschaft durch Stefans Vater Djuradj Branković, sah sich dieser einer doppelten Herausforderung gegenüber, da die Ungarn in seinen Herrschaftsbereich einmarschierten, um – gemäß einer Vereinbarung mit Djuradjs Vorgänger – Mačva und Belgrad wieder unter ihre Kontrolle zu bringen, während gleichzeitig die Osmanen im Süden Niš, Kruševac und Golubac eroberten und darauf bestanden, dass Djuradj sich der osmanischen Souveränität unterwarf.

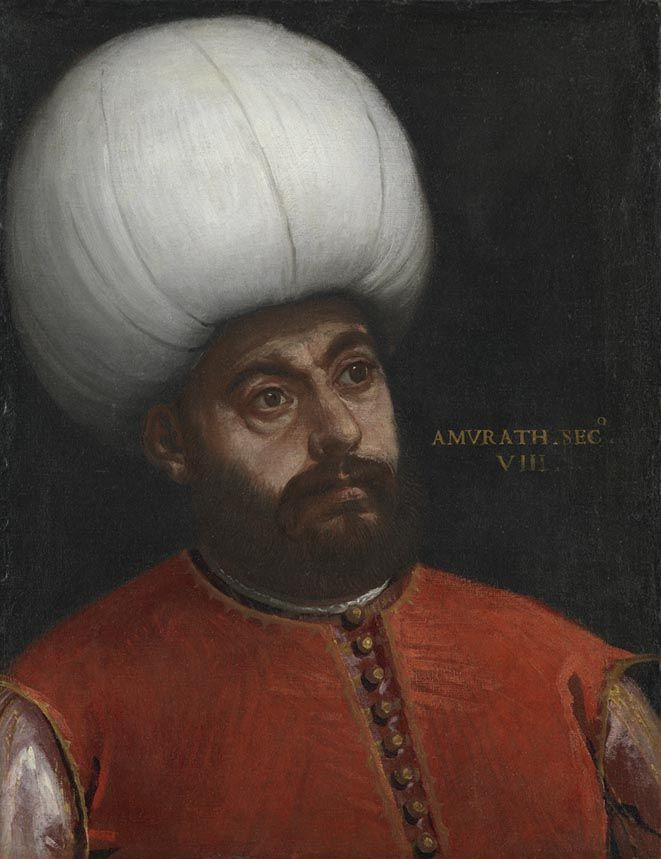
Sultan Murad II.

Die Enge der Beziehung zum Osmanischen Reich unterstreicht nicht zuletzt der Umstand, dass 1433 Stefans Tante Mara Branković Sultan Murad II. zur Frau gegeben wurde.

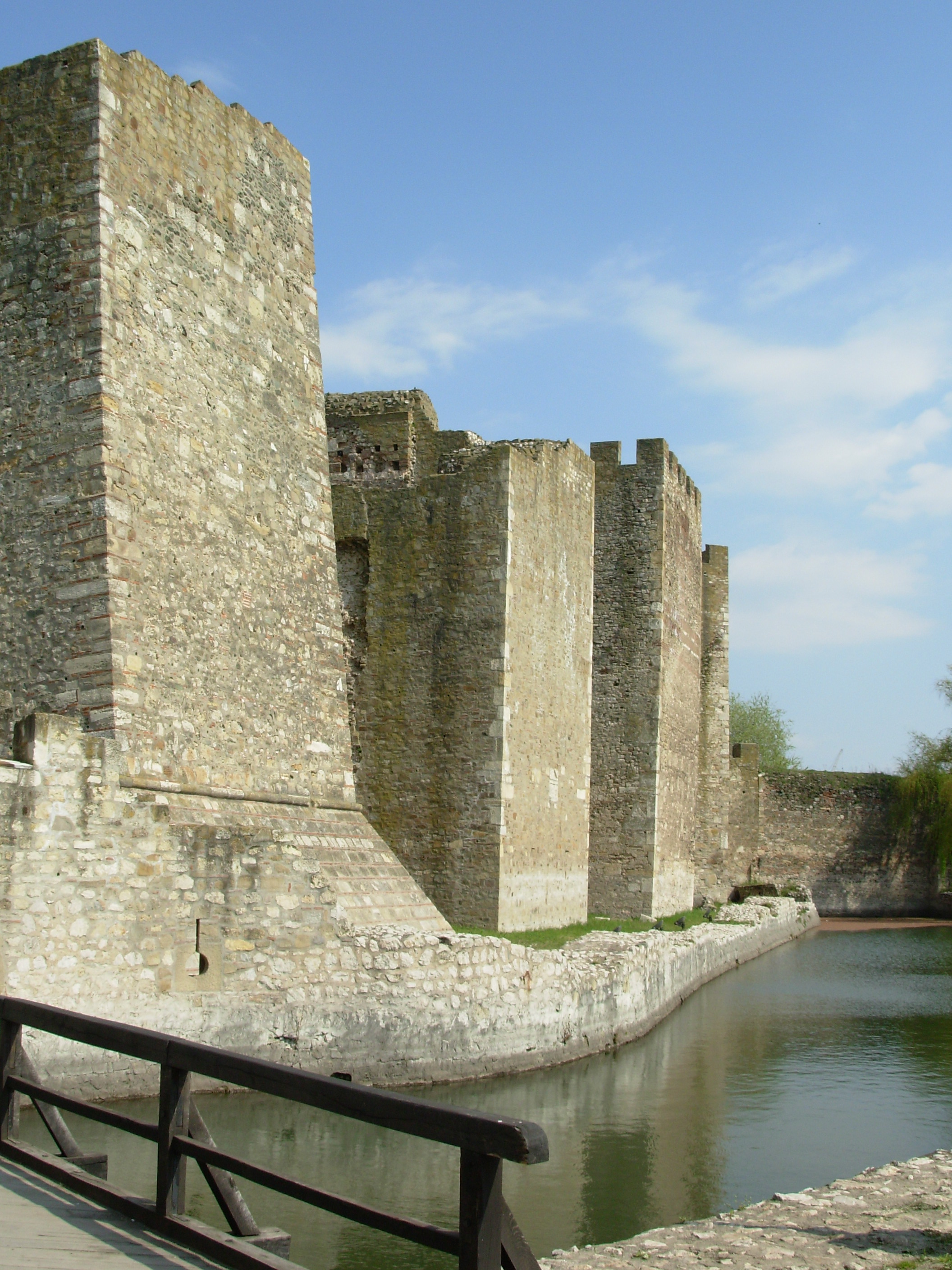
Mauern von Smederevo

Im Jahr 1439 kam es zu einem osmanischen Angriff auf das Despotat Serbien, bei dem Skanderbeg als osmanischer Vasall mitwirkte, wobei große Teile des Despotates erobert wurden. Stefans Vater Djuradj Brankowic wurde zur Flucht gezwungen und zog sich mit seiner Familie nach Smederevo zurück, wo er am Zusammenfluss der Flüsse Morava und Donau eine mächtige Festung erbaut hatte. Dieses Herrschaftszentrum erwies sich jedoch als von geringer Dauer, da die Festung kurz darauf von den Osmanen erobert wurde, wodurch sich der von Stefans Vater beherrschte Teil Serbiens im Wesentlichen auf Novo Brdo im Kosovo beschränkte, wohin sich nunmehr der Sitz der Herrschaft – und der Familie – verlagerte.

### Die Blendung
Stefans Bruder Grgur Branković unterwarf sich daraufhin dem Osmanischen Reich und wurde daraufhin um 1439 von Sultan Murad II. zum Gouverneur der Besitzungen des Hauses Branković im südlichen Serbien eingesetzt, wozu wohl auch seine Schwester Mara, die Gemahlin des Sultans beigetragen haben dürfte. Stefan Branković begab sich daher bald darauf an den Hof seines Bruders. Die dadurch erreichte Absicherung der Herrschaftsansprüche der Familie erwies sich jedoch als von kurzer Dauer, da Grgur 1441 beschuldigt wurde, gegen die osmanische Herrschaft zu intrigieren. Er wurde daraufhin abgesetzt, gemeinsam mit seinem Bruder Stefan nach Amasya gebracht, wo beide im Auftrag von Sultan Murad II. grausam geblendet – und für eine Herrscherfunktion ausgeschlossen wurden. Stefan trug von da an den Beinamen Stefan der Blinde.
Im selben Jahr wurde im Juni 1441 auch Novo Brdo von den Osmanen erobert und Serbien damit zur Gänze annektiert. Zwei Jahre später traf Sultan Mohammed ein schwerer Schlag, da 1443 sein geliebter Kronprinz, Alaeddin Ali Celebi, von dem Hofbeamten Kara Hidr Pascha erwürgt wurde. Nach Skanderbegs Gesandten in Rom wäre der Kronprinz einer Verschwörung zum Opfer gefallen, bei der Skanderbeg eine treibende Kraft gewesen wäre. Eine Hypothese, die mit der Blendung der Brüder Branković zusammenhängen könnte, da die Gemahlin des Sultans, Mara Branković von der Blendung ihrer Brüder sehr betroffen war und zugleich auch ihr bevorzugter Stiefsohn – der spätere Sultan Mehmed II. – größtes Interesse daran hatte, den bevorzugten Bruder aus dem Weg zu räumen.

### Der Kreuzzug von Varna
Das durch den Zusammenbruch Serbiens entstandene Machtvakuum führte zu Überlegungen im Westen, die Lage am Balkan durch einen Kreuzzug zu stabilisieren, wozu beitrug, dass es nach langen Verhandlungen 1439 am Konzil von Ferrara/Florenz zur Union zwischen der Katholischen und der Orthodoxen Kirche gekommen war. Am Neujahrstag des Jahres 1443 verkündete Papst Eugen IV. die Kreuzzugsbulle. Geplant war ein Zangenangriff zu Land und zur See von Norden aus Ungarn und von Süden über das Mittelmeer.
Die Wiederherstellung des Serbischen Despotats war dabei ein ausdrückliches Ziel, wie Ibrahim von Karaman in einem Schreiben an Johann Hunyadi festhielt: „Du marschierst von Westen. Ich aus dem Osten. Rumelien wird dein. Anatolien mein. Wir werden Djuradjs Land zurückgewinnen“.
Stefans Familie – landlos und vertrieben – setzte ihre Hoffnung in den auf päpstliche Initiative erfolgenden ungarisch-serbischen Kreuzzug von Varna des Jahres 1443, der unter der Leitung von Władysław III. König von Polen und Ungarn, von Johann Hunyadi, Voivode von Transsylvanien und Herzog Philip dem Guten von Burgund stand und bei dem Stefans Vater Đurađ Branković einer der Kommandeure war. Möglicherweise begleitete Stefan dabei seinen Vater. Der Kreuzzug verlief anfangs erfolgreich, da es am 8. November 1443 in der Schlacht von Niš zu einem Sieg der westlichen Truppen kam, durch den Smederovo, Niš und Sofia zurückerobert werden konnten. Im anschließenden Friedensvertrag erklärte sich Sultan Murad II. dazu bereit, der Erneuerung des serbischen Staates unter Stefans Vater und einem zehnjährigen Waffenstillstand zuzustimmen. Stefans Vater, glücklich darüber, wider Erwarten seine Herrschaft über das Despotat Serbien neuerlich erlangt zu haben, weigerte sich, an dem im darauf folgenden Jahr 1444 erfolgenden Angriff der Kreuzfahrer – der im Widerspruch zu dem jüngsten Friedensabkommen stand – teilzunehmen und setzte sich – auf Veranlassung seiner Tante, der Sultana Mara Branković – vergeblich – für einen Frieden mit den Osmanen ein. Anschließend kam es am 10. November 1444 zur Schlacht bei Warna, die mit einer schweren Niederlage der Kreuzfahrer endete. Stefans Vater erneuerte hingegen seine Loyalität gegenüber dem Osmanischen Reich. Am 17. September 1445 scheint Stefan als Mitunterzeichner einer Urkunde auf, mit der sein Vater die Privilegien der Stadt Ragusa bestätigt. Zu einer neuerlichen Niederlage christlicher Kreuzfahrer kam es im Oktober 1448 in der zweiten Schlacht auf dem Amselfeld, wozu beitrug, dass sich Stefans Vater wegen des Loyalitätskonfliktes – er war Vasall sowohl Ungarns wie auch der Osmanen – geweigert hatte, an dieser Schlacht teilzunehmen. Eine Haltung, die ihm Stefan Hunyadi nicht verzieh. Umgekehrt war Djuradj Branković bemüht, unter osmanischem Schutz seine Herrschaft zu erweitern. Er lieferte sich Kleinkriege mit Bosnien und schickte Gesandte in Murads Lager, um Hilfe gegen Venedig zu erbitten um die Herausgabe des Küstenlandes um Skutari zu erlangen.

### Der Fall von Konstantinopel

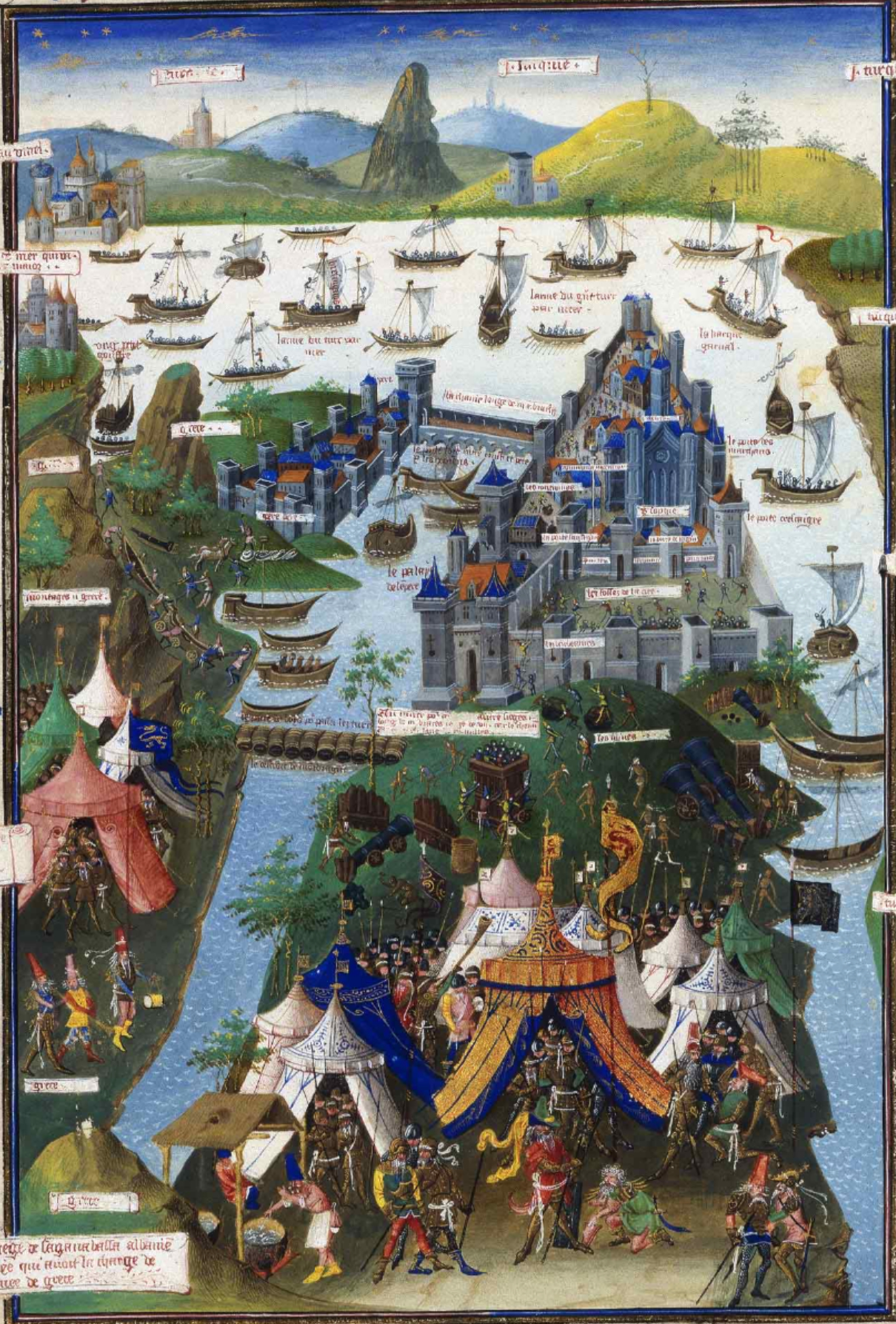
Le siège de Constantinople (1453) von Jean Le Tavernier nach 1455

Eine tiefgreifende historische Wende war der durch die Niederlagen der Kreuzfahrer im Jahre 1448 ermöglichte Fall von Konstantinopel im Jahre 1453. Dabei war Stefans Vater als türkischer Vasall gezwungen, Truppen zur Eroberung von Konstantinopel abzustellen und damit einen Beitrag zum Untergang des Byzantinischen Reiches zu leisten. Zugleich kam es zu einer Flüchtlingswelle der griechischen Bevölkerung, die auch Serbien erreichte, wobei Stefans Vater viele griechische Sklaven loskaufte.
In den Jahren 1454 und 1454 erfolgten neuerliche türkische Angriffe, durch die das Herrschaftsgebiet der Familie auf das Gebiet nördlich des westlichen Morawa-Flusses reduziert wurde.

### Tod des Vaters
Nicht die Osmanen, sondern die früheren ungarischen Verbündeten beendeten das Leben von Stefans Vater. Er wurde von ungarischen Truppen unter Mihaly Szilágyi gefangen genommen. Die an ihn gestellten Lösegeldforderungen blieben erfolglos, da Djuradj Branković am 24. Dezember 1456 verstarb.

### Nachfolge von Lazar Branković
Die Nachfolge übernahm Stefans jüngerer Bruder Lazar Branković, da seine beiden älteren Brüder 1441 von den Osmanen geblendet worden waren und daher für Regierungsgeschäfte nicht geeignet erschienen. Lazar musste sich während seiner kurzen Herrschaft in den Jahren 1457 bis 1458 in erster Linie um Streitigkeiten mit seiner Mutter und seinen Geschwistern kümmern. Im Jahre 1457 unterwarf er sich den Osmanen und schwor Sultan Mehmed II., dem Sohn und Nachfolger von Sultan Murad I., Gehorsam, wohl um eine Invasion osmanischer Truppen zu vermeiden. Er verstarb nach einer sehr kurzen Regierungszeit am 20. Februar 1458.

### Despot von Serbien

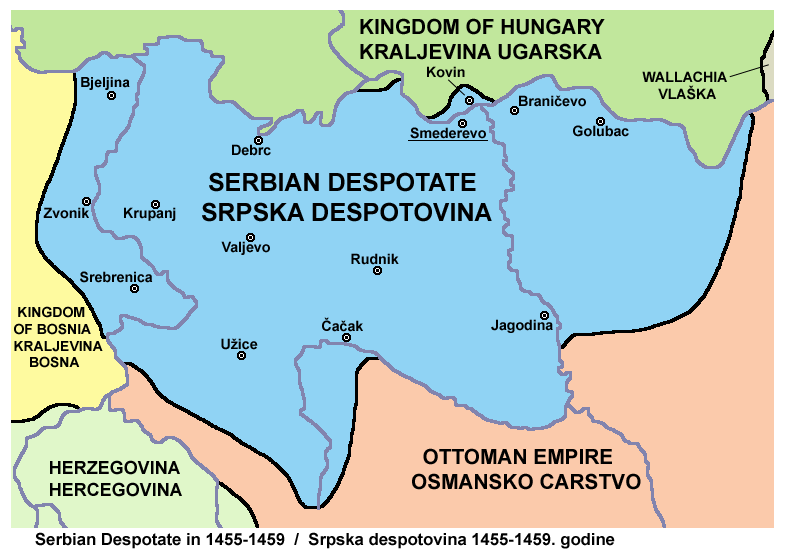
Serbisches Despostat 1455–1459

Nach dem Tod Lazars blieben nur noch dessen blinde Brüder Stefan und Lazar Branković als mögliche Erben des serbischen Despotates über.
Stefan gelang es, sich den Thron durch Zusammenarbeit mit seiner Schwägerin, der Witwe Lazars, Helena Palaiologina zu sichern, die eine Tochter von Thomas Palaiologos, Despot von Morea und der Catherina Zaccaria, die aus dem Fürstentum Achaia war. Seine Regierungszeit war jedoch sehr kurz, vom 20. Februar 1458 bis 8. April 1459, da König Matthias Corvinus von Ungarn und Stjepan Tomaš, König von Bosnien – der Vater von Stjepan Tomašević – Stefan Branković am 8. April 1459 absetzten. Stefans Schwägerin Helena stand keineswegs bedingungslos hinter ihrem Schwager, sondern verfolgte eigene Interessen: nachdem sie eine ihrer Töchter mit Stjepan Tomašević verheiratet hatte, sorgte sie dafür, dass sie ihrem Schwiegersohn die Nachfolge als Despoten von Serbien sicherte. Diese Funktion endete jedoch bereits am 20. Juli 1459, als die Osmanen Smederevo ohne Schwertstreich eroberten und damit das serbische Despotat endgültig beseitigten. Stefan Tomasević regierte von 1461 bis 1463 als Nachfolger seines Vaters als letzter König von Bosnien.

### Exil
Stefan floh daraufhin nach Albanien und fand dort im Sommer 1459 bei Skanderbeg Zuflucht. Durch dessen Vermittlung heiratete Stefan im November 1460 dessen Schwägerin, Angelina Arianiti, die aus der albanischen Magnatenfamilie der Arianiti stammte. Skanderbeg gab Stefan Branković dazu als Apanage einen namentlich nicht bekannten Gutsbesitz in Albanien.
Auch zu Skanderbeg bestand bereits eine Verwandtschaft, da nach Oliver Jens Schmitt Skanderbegs Mutter Voislava vermutlich eine Tochter von Grgur Branković war. Darüber hinaus heiratete Ivan Kastriota, der Sohn Skanderbegs, eine Tochter von Stefans Bruder Lazar Branković. Stefan Branković begab sich auf Skanderbegs Empfehlung 1461 nach Norditalien und ließ sich in der Burg Belgrado in der Gemeinde Varmo in der Region Friaul nieder, die sich im Besitz der Grafen von Cilli befand, aus der Graf Ulrich II. seit 1432/34 mit Katharina Branković, einer Schwester Stefans verheiratet war. Dort wurde u. a. auch seine Tochter Maria Branković im Jahre 1466 geboren. Von den berühmten „sette Castelli“ in Belgrado sind heute nur noch geringe Reste – etwa in der Pfarrkirche – der ehemaligen Schlosskapelle – vorhanden.

### Kreuzzug gegen das Osmanische Reich
Im Jahre 1463 wurden in Rom Überlegungen zur Durchführung eines Kreuzzuges gegen die Osmanen angestellt, nachdem Herzog Philipp III. von Burgund († 1467) sich auf prunkvollen Festen und mit feierlichen Schwüren verpflichtet hatte, gegen die Osmanen in den Krieg zu ziehen. Der Orden vom Goldenen Vlies sollte dabei die Verteidiger des Kreuzes zusammenschließen. Papst Pius II. (Enea Silvio Piccolomini), Burgund und Venedig würden eine Flotte mit italienischen und abendländischen Soldaten über die Adria führen sich dort mit einheimischen Christen vereinigen und von Norden würde König Matthias Corvinus angreifen. Paolo Morosini, der venezianische Gesandte beim Heiligen Stuhl, war Verfasser eines noch ausgereifteren Planes, nach dem ganz Bulgarien, Serbien, Bosnien, Makedonien, Epirus, Thessalien, Attika und der Peloponnes erobert werden sollten. Dafür hielt er 80–100.000 Mann erforderlich, die von Polen, Böhmen, dem serbischen Despoten Stefan Branković, dem Woiwoden der Walachei, von Ungarn und von Italien aufgebracht werden sollten.
Bemerkenswert ist dabei, dass sich Stefan Branković – trotz Blindheit und Machtlosigkeit nach Vertreibung aus seinen Ländern – in Europa eine beachtliche Reputation als Kämpfer gegen das Osmanische Reich bewahrt hatte.
Stefan Branković wird 1463 auch in einem Schreiben Skanderbegs an den Herzog von Mailand, Francesco I. Sforza erwähnt, in dem dieser von der Ankunft des landflüchtigen Stefan Branković berichtet, den er als vorbildlichen Christen beschreibt, „der vor den wilden und ruchlosen Türken wegen seiner Liebe zur Christenheit aus seinem Reich vertrieben wurde“ Stefan Branković spielte – trotz Absetzung und Exil – in den Vorbereitungen des Kreuzzuges tatsächlich eine gewisse Rolle, da er – gemeinsam mit Skanderbeg – an Papst Pius II. am Donnerstag nach Ostern 1463 einen Gesandten in dessen Urlaubsort Petriolo sandte, um seinen Vorschlägen Gehör zu verschaffen.
Die Vereinbarung zum Kreuzzug gegen das Osmanische Reich wurde von Papst Pius II., Herzog Philipp dem Guten von Burgund und Venedig schließlich am 12. September 1463 beschworen. Jedoch lösten sich Im folgenden Jahr alle einschlägigen Vorbereitungen auf, da Papst Pius II. am 15. August 1464 verstarb, Frankreich gegen die Beteiligung von Burgund war, Venedig nur eine minimale Flotte bereitstellen wollte und Sultan Mehmed II. der Eroberer durch die Eroberung Bosniens die Landverbindung zwischen Ungarn und Skanderbegs Herrschaft unterbrochen hatte.

### Ableben
Stefan Branković verstarb im Exil auf Schloss Belgrado in Friaul am 9. Oktober 1476.
Nach dem Tod von Stefan Branković blieb seine Witwe mit den Kindern vorerst in Belgrado, übersiedelte jedoch 1479 nach Kärnten in Österreich, da ihr Kaiser Friedrich III. das Schloss Weitersfeld im Gurktal (heute nicht mehr vorhanden) übertragen hatte.

## Folgewirkung

### Stiftung

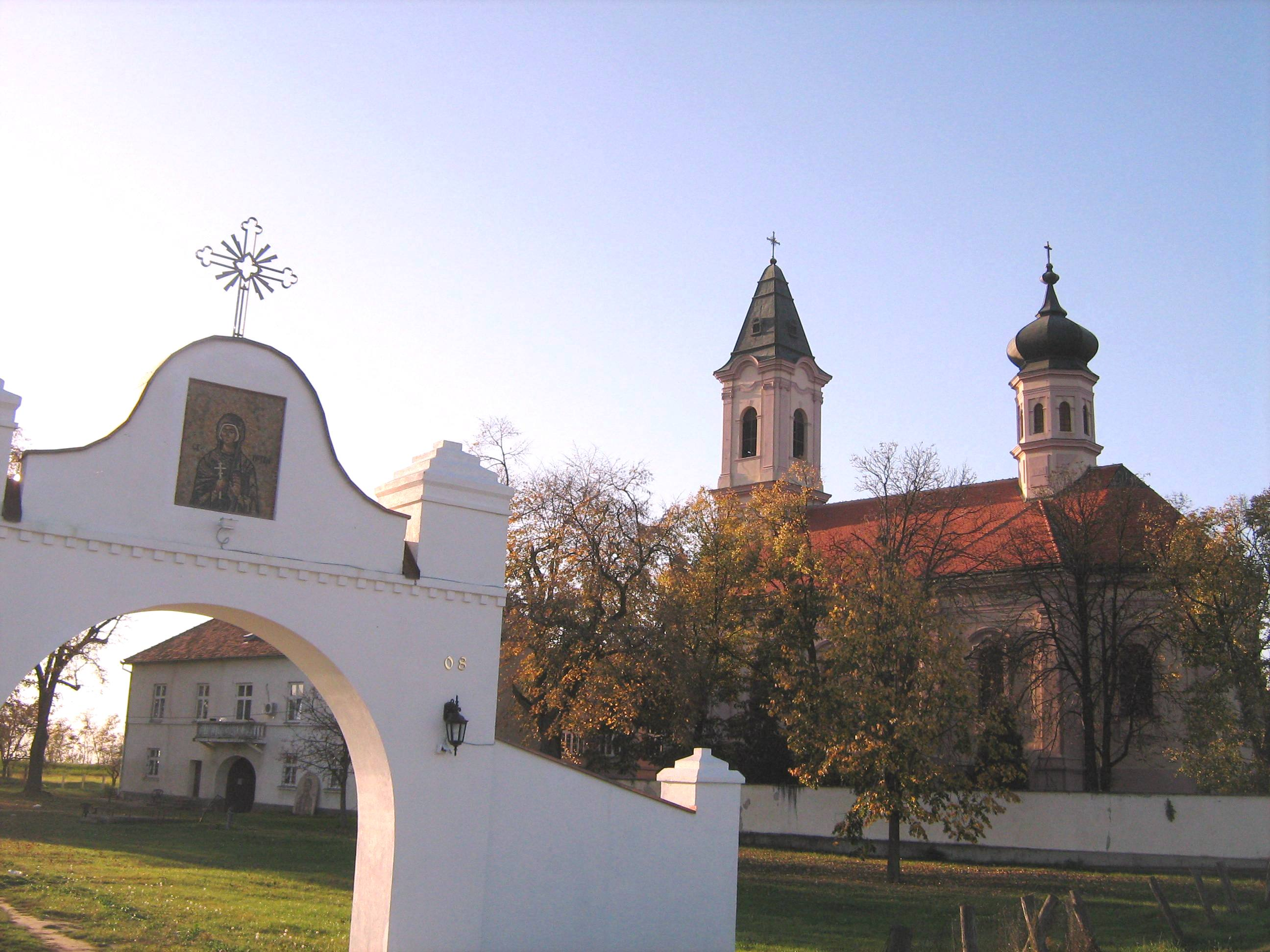
Kloster Fenek, gestiftet um 1450 von Stefan Branković

Stefan Branković stiftete um 1450 nahe dem Dorf Jakovo in der heutigen Gemeinde Surčin – etwa 25 km von Belgrad entfernt – das Kloster Fenek (Манастир Фенек) der Serbisch-Orthodoxen Kirche. Das Kloster wurde der heiligen Märtyrerin Mutter Paraskeva geweiht und als Festtag der 26. Juli, nach gregorianischem Kalender der 8. August festgelegt. Nach Aufzeichnungen des 18. Jahrhunderts wurde die alte Klosterkirche in der zweiten Hälfte des 15. Jahrhunderts im Geist serbischer mittelalterlicher Architektur errichtet. Durch Stefans Gemahlin Angelina Arianiti wurde die Kapelle des Klosters erbaut, die jedoch um 1600 durch einen Neubau ersetzt wurde. Das Kloster unterstand bis 1717 der osmanischen Regierung. Die neue Kirche wurde zwischen 1793 und 1797 errichtet. Um diese Zeit war das Kloster ein Ort historischer Begegnungen. So traf hier 1788 Knez Alexa Nenadović Kaiser Joseph II., während nach dem ersten serbischen Aufstand im Jahre 1813 dessen Anführer, Đorđe Petrović genannt „Karadjordje“ und sein Sohn einen Monat im Kloster lebten und sich gleichzeitig Mönche aus dem Kloster Studenica mit den Reliquien des heiligen Königs Stefan Uroš I., dem „Erstgekrönten“ († 1280) bis 1815 dort aufhielten.
Das Kloster wurde im Ersten Weltkrieg niedergebrannt und im Zweiten Weltkrieg fast völlig zerstört, jedoch 1991 wieder aufgebaut. An die Zeit der Stifter erinnern jedoch nur noch archäologische Reste.

### Heiliger der serbisch-orthodoxen Kirche
Stefan Branković wird von der serbisch-orthodoxen Kirche als Heiliger verehrt.

## Ehe und Nachkommen

### Ehe
Stefan Branković, der nach seiner Absetzung Schutz bei Skanderbeg in Albanien gesucht hatte, heiratete durch dessen Vermittlung 1461 in Skutari Angelina Arianiti († Krušedol 30. Juli 1520), eine Tochter von Gjergj Arianiti († vor Juni 1461), Herr von Cerminica, von Mochino und von Spatenniaus, aus dessen erster Ehe mit Maria Muzaki († vor 1444), die eine Tochter von Andrea Musaki und der Ana Zenevesi war.
Sie stammte aus einer der ältesten albanischen Adelsfamilien und war eine Schwester von Andronika (Donika) Arianiti, der Ehefrau des albanischen Freiheitskämpfers Georg Kastriota bekannt als „Skanderbeg“. Stefan Branković kam durch diese Ehe u. a. auch in Schwägerschaft mit drei Mitgliedern der prominenten albanischen Magnatenfamilie Dukagjini sowie mit Jovan Crnojević († 1490), Fürst der Zeta von 1465 bis 1490 und Gojko Stresi Balšić († nach 1478) Herr von Misja und mit Costantino Arianiti Comneno, Titulat-Despot von Mazedonien und Thessalien. Serbische Chroniken vermerkten aus Anlass dieser Ehe, Stefan Branković hätte damit in ein Geschlecht kaiserlichen Geblütes eingeheiratet. Nach denselben serbischen Quellen wäre Angelina Arianiti eine hochgebildete und kluge Dame gewesen. Angelina zog sich als Nonne in das von ihr gegründete Kloster Krušedol in der Fruška Gora zurück und wird in der serbisch-orthodoxen Kirche als Heilige verehrt. Festtag: 30. Juli.

### Nachkommen

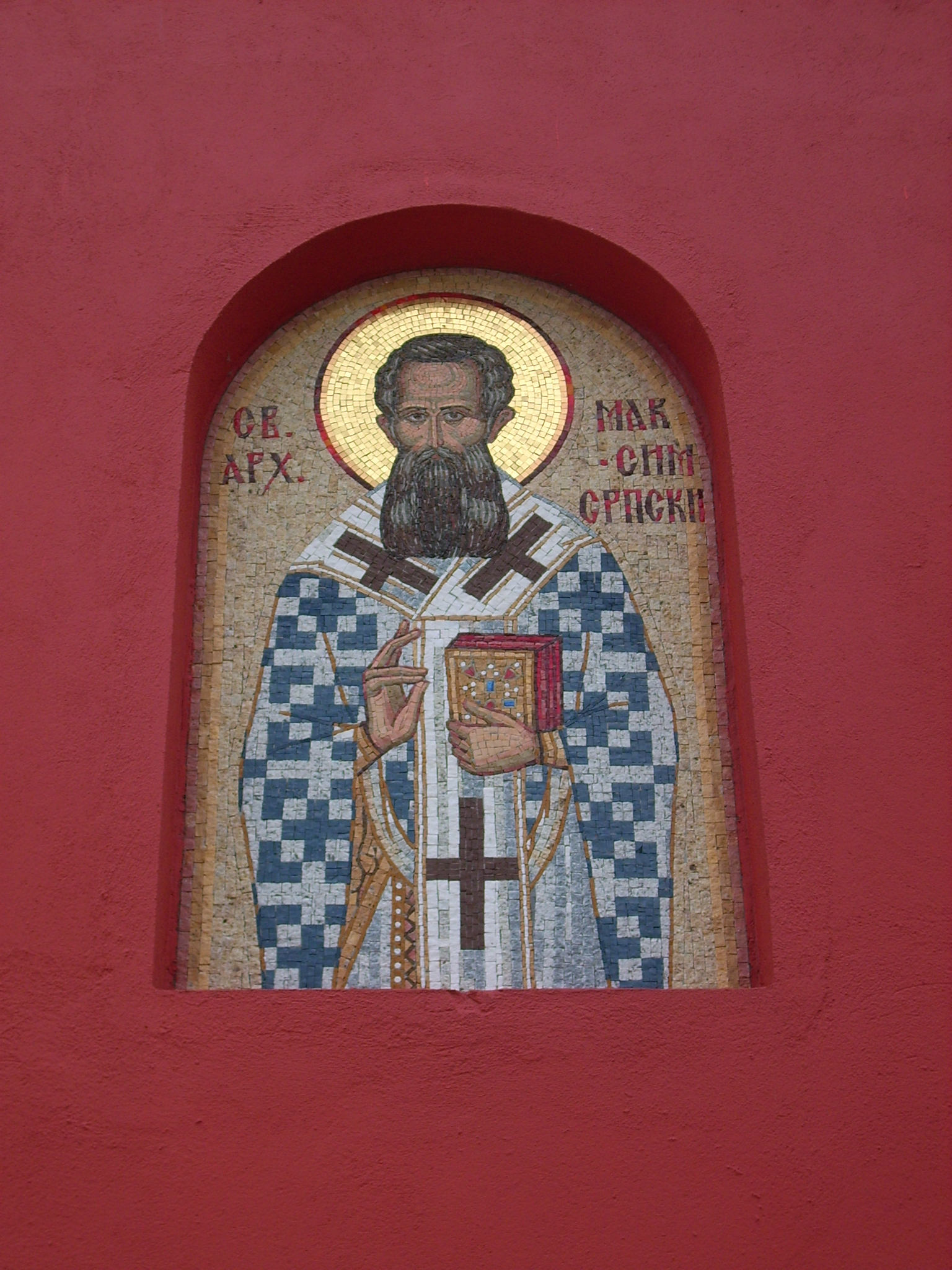
Djordje Stefanović Branković´ als Heiliger Metropolit

1. Djordje Stefanović Branković (* 1462; † als Mönch Maxim 18. Jänner 1516) war von 1486 bis 1497 durch König Matthias Corvinus von Ungarn ungarischer Titular-Despot von Raizen, ⚭ 1487 Isabella del Balzo († 1498) Tochter von Agilberto del Balzo Duca (Herzog) di Nardo, Conte di Castro e d‘ Ugento († erwürgt 1487) u. d. Antonia Sanseverino Gräfin von Castro und Ugento. Sie war eine Cousine der Beatrix von Aragón, der Gemahlin des Königs von Ungarn Matthias Corvinus.[35][36] Er verzichtete 1497 auf die Herrschaft, wurde Mönch und gründete gemeinsam mit seiner Mutter das Kloster Krušedol. Nach 1507 war er Metropolit der Walachei und wurde vor 1513 Metropolit von Belgrad. Nach seinem Tod wurde er von der serbisch-orthodoxen Kirche als Heiliger kanonisiert. Festtag 31. Jänner.
  1. Jelisaveta Branković ⚭ Alessio Span (1442) Herr von Drivasto und Polog, († 1495).
2. Maria Branković (* 1464/66; † 27. August 1495) sie heiratete per procurationem (durch Stellvertretung) in Innsbruck am 8. Juli 1485 als dessen dritte Gemahlin Bonifaz III. Palaiologos, Markgraf von Montferrat (1463–1494) einen Sohn von Giangiacomo Palaiologos, Markgraf von Montferrat (1418–1445) und der Johanna Gräfin von Savoyen.[37]
  1. Wilhelm XI. Palaiologos (* Pontestura 10. August 1486; † Casale Monferrato 4. Oktober 1518) Markgraf von Montferrat (1494–1518) ⚭ (Blois, église Saint-Sauveur 31. August 1508) Anne d’Alençon (* 30. Oktober 1492; † Casale Monferrato, Alessandria, 18. Oktober 1562), Tochter von René Herzog von Alençon († 1. November 1492 in Alençon) und dessen zweiter Gemahlin Marguerite Prinzessin von Lothringen.
    1. Maria Palaiologina (* 19. August 1509; † 1530) 1517 verlobt mit Federico II. Gonzaga (* 17. Mai 1500; † 28. Juni 1540), Markgraf, von 1530 bis 1540 1. Herzog von Mantua.
    2. Margherita Palaiologina (* 11. August 1510; † Casale 28. Dezember 1566) Erbin der Markgrafschaft Montferrat, ⚭ 16. November 1531 Federico II. Gonzaga (* 17. Mai 1500; † 28. Juni 1540), Markgraf, 1530 bis 1540 1. Herzog von Mantua, Sohn von Francesco II. Gonzaga. Markgraf von Mantua und dessen Gemahlin Isabella d’Este Prinzessin von Ferrara – eine der einflussreichsten Frauen der italienischen Renaissance („La prima donna del mondo“).[38] Er folgte 1536 als Markgraf von Montferrat. Federico II. Gonzaga, 1. Herzog von Mantua

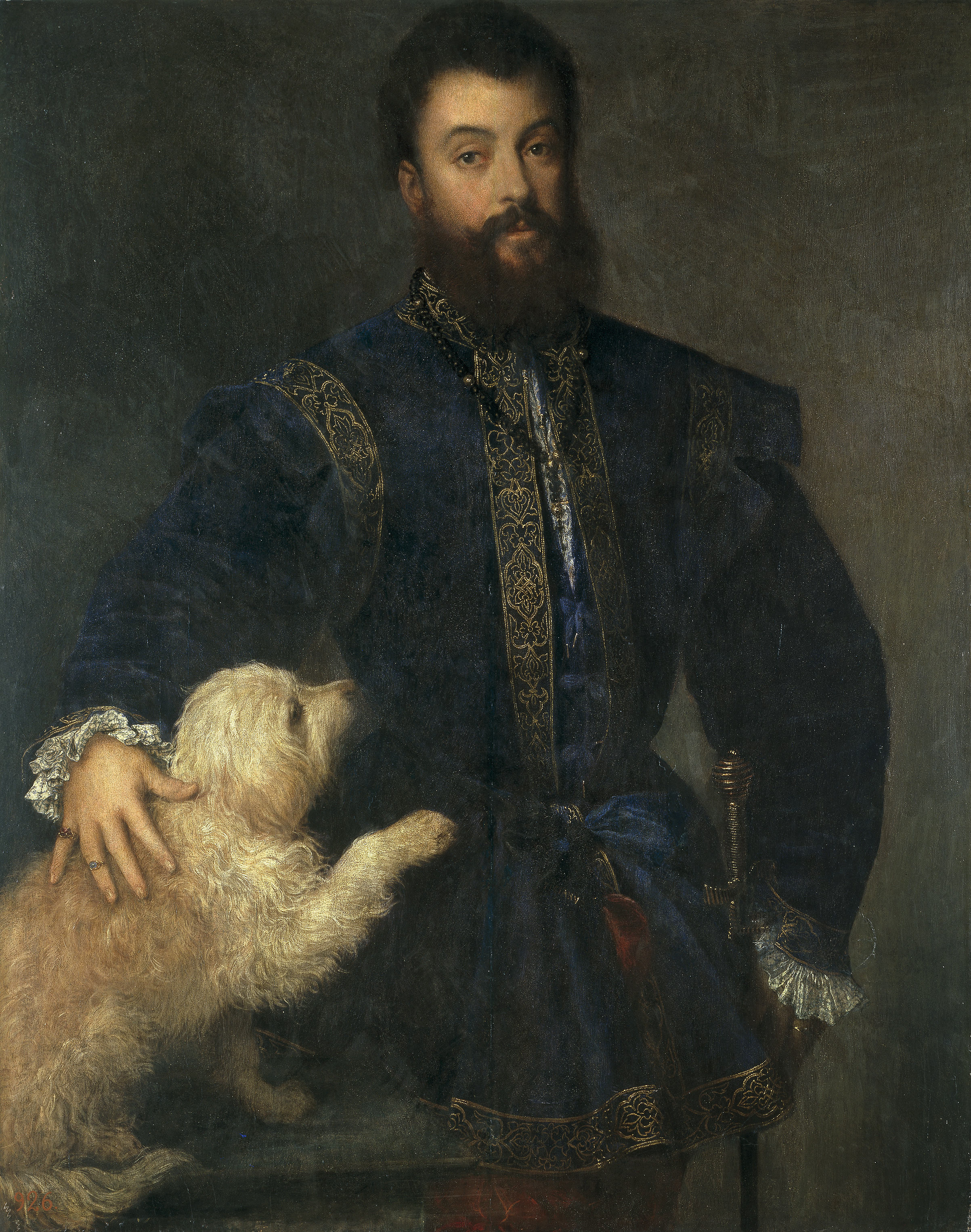
Federico II. Gonzaga, 1. Herzog von Mantua

      1. Francesco III. Gonzaga (* 10. März 1533; † 22. Februar 1550), Herzog von Mantua und Markgraf von Montferrat (1540–1550) ⚭ (22. Oktober 1549) Erzherzogin Katharina von Österreich (* Wien 15. September 1533; † Linz 28. Februar 1572, begraben, Stift Sankt Florian, Stiftskirche), eine Tochter von Kaiser Ferdinand I. und dessen Gemahlin Anna Jagiello, Prinzessin von Böhmen und Ungarn. Sie heiratete in zweiter Ehe am 31. Juli 1553 (getrennt 1566) als dessen dritte Gemahlin, Sigismund II. August (* 1. August 1520; † 7. Juli 1572) letzter König von Polen und Großfürsten von Litauen aus dem Haus der Jagiellonen.
      2. Eleonora Gonzaga, Nonne
      3. Anna Gonzaga, Nonne
      4. Isabella Gonzaga (* 18. April 1537; † 16. August 1579) ⚭ 1554 Francesco Fernando d’Avalos d’Aquino d’Aragona (* Ischia 1530; † Palermo 31. Juli 1571), Principe di Francavilla, Principe di Montesarchio, 4. Marchese del Vasto, 4. Marchese di Pescara, Conte di Monteodorisio, Grande von Spanien, Gouverneur im Herzogtum Mailand, Vizekönig von Sizilien.
      5. Guglielmo Gonzaga (* 24. April 1538 in Mantua; † 14. August 1587 in Goito) folgt 1550 als Herzog von Mantua und Markgraf von Montferrat, ab 1574 Herzog von Montferrat. ⚭ 1561 Eleonore Erzherzogin von Österreich (1534–1594), Tochter des Kaisers Ferdinand I.
      6. Luigi Gonzaga (1539–1595) durch seine Ehe Herzog von Nevers und Graf, später Herzog von Rethel. ⚭ 4. März 1565 Henriette von Kleve (1542–1601), Tochter des Herzogs François I. de Clèves, duc de Nevers.
      7. Federico Gonzaga ( 1540–1565), 1563 Bischof von Mantua und Kardinal

    3. Bonifaz IV. Palaiologos (* 21. September 1512; † Casale 17. Oktober 1530), Markgraf von Montferrat von 1518 bis 1530.

  2. Gian Giorgio Sebastiano Palaiologos (20. Jänner 1488; † Casale 30. April 1533). Markgraf von Montferrat (1530–1533) ⚭ Ferrara 29. April 1533 Giulia Infantin von Aragón Prinzessin von Neapel (* 1492; † Valencia 10. März 1542). Eine Tochter von Friedrich von Aragón, König von Neapel von 1496 bis 1501 und dessen zweiter Gemahlin, Isabella del Balzo († 1533)
    1. außerehelich: Flamino Palaiologos († 24 May 1571). Herr von San Giorgio und Caluso 1532, dient in der spanischen Armee, Gouverneur von Casale und Senator 1559. Beansprucht 1568– vergeblich – die Markgrafschaft Montferrat, eingesperrt. ⚭ Lucia Fanzini, Tochter von Sigismondo Fanzini aus Mantua, Gouverneur von Casale 1539. Dessen Nachkommen lebten in männlicher Linie noch um 1900[39]

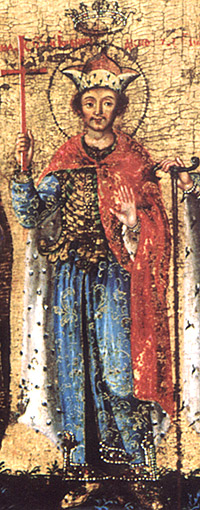
Jovan Branković, von Andreja Raičević

1. Jovan Stefanović Branković (* 1465/67; † 10. Dezember 1502) war von 1493 bis 1502 ungarischer Titular-Despot der Raitzen, stiftet mit seiner Mutter und seinem Bruder Djordje das Kloster Krušedol. Er wird in der Serbisch-Orthodoxen Kirche als Heiliger verehrt. ⚭ Jelena Jaksić, (* um 1475; † nach 1529) Tochter von Stefan Jaksić († 1489), Despotissa von Serbien, lebt mit ihrem Gemahl im Schloss Kupnik in der Grafschaft Syrmien. Sie heiratete 1503 in zweiter Ehe Ivaniš Berislavić († 1514), Titular-Despot von Serbien (1504–1514).
  1. Marija Branković († 1540) ⚭ vor 1509 Ferdinand Graf Frankopan († 1527), erwählter Bischof von Modruš, resigniert, Sohn von Bernardin Frankopan Graf von Modruš und Vinodol und der Luisa Marzano d'Aragona.
    1. Stjepan IV. Graf Frankopan Ozaljski († 157)
    2. Katarina Gräfin Frankopan († 1561), heiratete Nikola IV Zrinski, (* um 1508 oder 1518 auf Burg Zrin; † 8. September 1566 in Szigetvár, Ungarn) Ban von Kroatien (1542–1556), 1566 Held der Belagerung von Szigetvár durch Sultan Süleyman dem Prächtigen.

  2. Jelena (Ecaterina) Branković, Prinzessin von Serbien (* vor 1502; † erwürgt, nach 1552) ⚭ April 1530 Peter IV. Rareș (* ca. 1483; † 3. September 1546), Woiwode des Fürstentums Moldau vom 20. Jänner 1527 bis 18. September 1538 und 19. Februar 1541 bis 3. September 1546, außerehelicher Sohn des Fürsten Ștefan cel Mare Peter IV. Rareș mit seiner Gemahlin Jelena Branković und Kindern

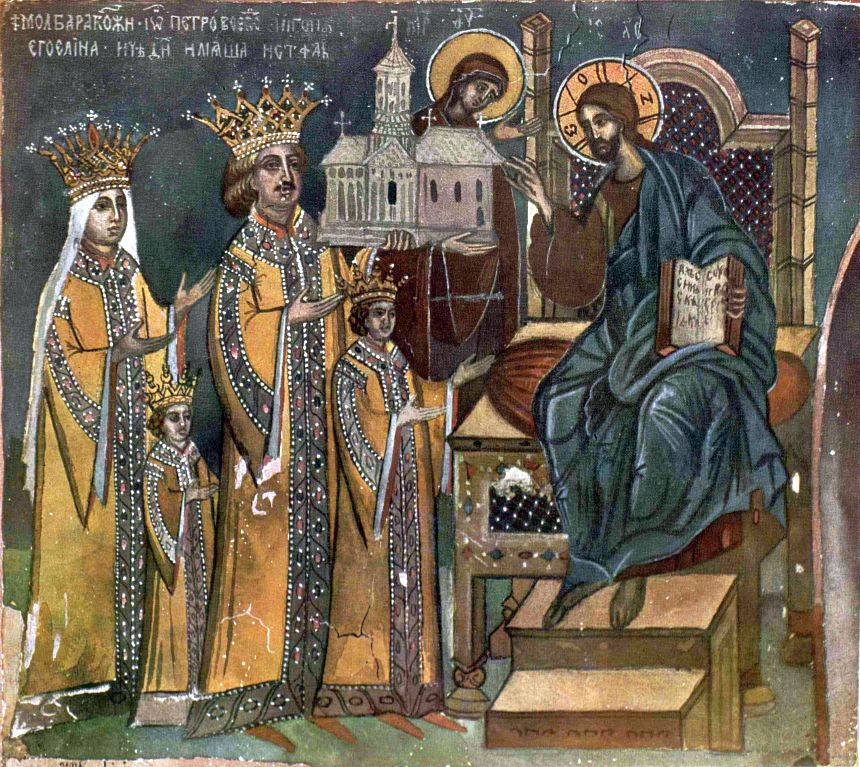
Peter IV. Rareș mit seiner Gemahlin Jelena Branković und Kindern

    1. Maria Rareș (1536–1614) ⚭ I. den Bojaren Radu Balică, ⚭ II. Ioan Movilă von Hudeşti,
      1. Ieremia Movilă Voivode von Moldau († 1606)
      2. Simion Movilă Voivode der Walachei und von Moldau († 1607)
      3. Ilie II Rareş, (* 1531), Fürst von Moldau von 1546 bis 1551
      4. Ştefan VI Rareş (* 1532), Fürst von Moldau von 1551 bis 1552.
      5. Constantin (1542 – 26. März 1554, Konstantinopel)
      6. Ruxandra von Moldau († 1570), ⚭ Alexandru IV Lăpuşneanu Fürst von Moldau (1552–1561) und (1564–1568)
2. Irene Branković († jung)
3. Milica Branković (* 1474; † 30. Jänner 1554), gründet das Kloster Krusedol, wird Nonne unter dem Namen Platonida, stirbt an der Pest. ⚭ I. N, ⚭ II. Neagoe Basarab († 15. September 1521). Herr der Walachei (1512–1521), Sohn von Pârvu Craiovescu oder Basarab Țepeluș cel Tânăr und dessen Gemahlin Neaçsa de Hotărani, Erbin von Brancovani[40][41]

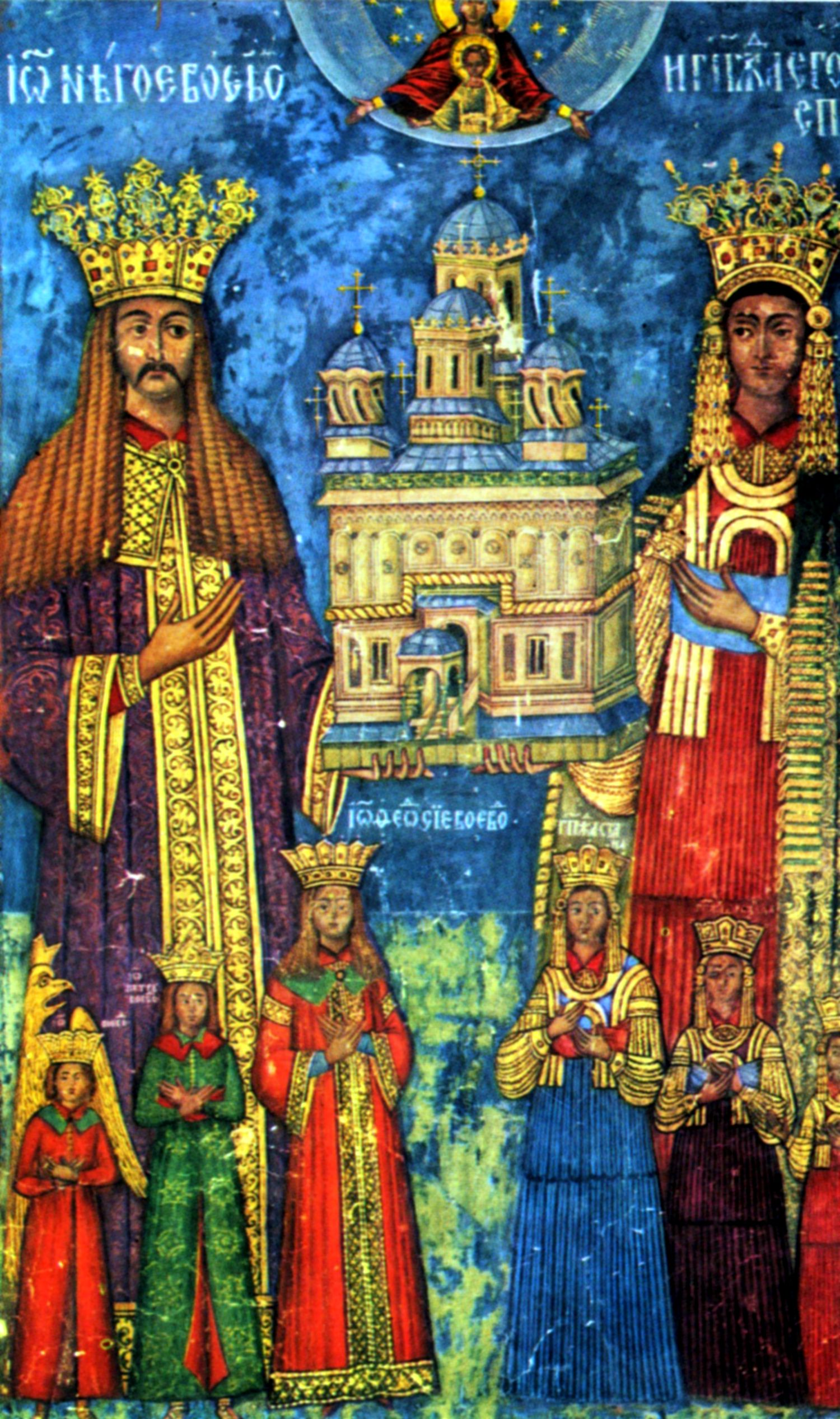
Neagoe Basarab mit seiner Gemahlin Milica und deren Kinder

1. 1. Teodosius Basarab († 22. Jänner 1522) Fürst der Walachei 1521–1522
  2. Ioan Basarab, († 27. November 1518)
  3. Petru Basarab († 15. Juni 1519)
  4. Angelina Basarab († 3. August 1519)
  5. Ruxandra Basarab († im Exil in Ägypten nach 1545) ⚭ I. 1524 : Radu V de la Afumați, Fürst der Walachei; † getötet 1529, ⚭ II. 1541 : Radu VII Paisie Fürst der Walachei.
  6. Stana Basarab, Nonne Sofronia en 1530, ⚭ um 1524 Ștefan cel Tinar, Fürst von Moldau († 1527)

## Vorfahren

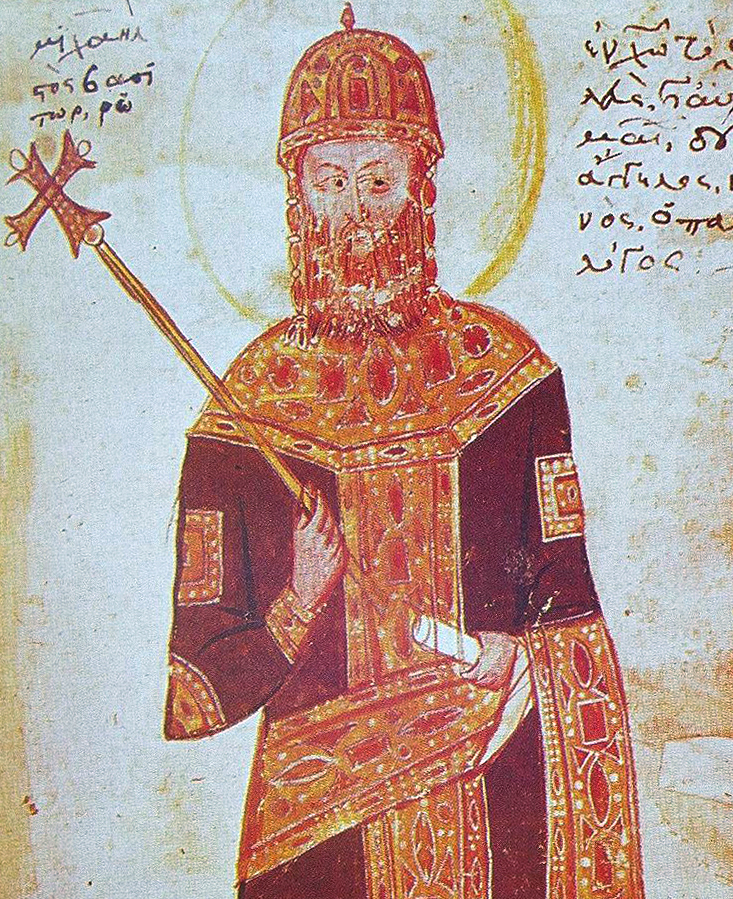
Michael VIII Palaiologos

Die nachstehende Ahnenliste von Stefan Branković illustriert dessen familiäre Vernetzung. Die Nummerierung erfolgt nach dem System von Stephan Kekule von Stradonitz, wonach der Vater jeweils die doppelte Zahl erhält als sein Kind und die Mutter die doppelte Zahl plus eins.
1. Stefan Branković (* um 1417; † Belgrado in Friaul 9. Oktober 1476) Despot von Serbien (1458–1459)
Eltern:
2. Đurađ Branković (* um 1375; † Smederevo 24. Dezember 1456) Despot von Serbien (1427–1456)
3. Eirene Kantakouzene (⚭ 26. Dezember 1414; † Rudnik 3 May 1457) Despotin von Serbien (1427–1456), nach ihr heißt ein Turm der Festung Smederevo.
Großeltern
4. Vuk Branković († 6. Oktober 1398) Herr der „Provinz Brankovic“
5. Mara Lazarević († 1426)
6. Theodoros Kantakouzenos (* nach 1361; † 1410) byzantinischer Magnat, Botschafter in Frankreich und Venedig 1397/98. Seine Gemahlin war
7. Helena Ouresina Doukina Nemanjic
Urgroßeltern:
8. Branko Mladenović serbastokrtor, (cl. 1331–1365) serbischer Magnat und Provinzgouverneur unter den Zaren Stefan Uroš IV. Dušan und Stefan Uroš V.
9. Ne
10. Lazar Hrebeljanović (* um 1329; † 1389) ein bedeutender Knez (Fürst) in Serbien nach dem Ende des serbischen Zarenreiches 1371, regiert von 1373 bis 1389, Märtyrer und Heiliger der Serbisch-Orthodoxen Kirche.
11. Milica Nemanjić (* um 1335; † 11. November 1405) Prinzessin von Serbien aus dem Haus Nemanjić. Sie ist eine Heilige der Serbisch-OrthodoxenKirche
12. Demetrios I. Kantakuzenos (* um 1342; † 1383/84) 1357 Serbastokrator, 1283 Despot von Morea
13. Ne
14. Jovan Uroš Nemanjić auch Ioannes Oureses Doukas Palaiologos genannt. (* um 1349; † 1423) trägt den Titel „Kaiser der Serben und Griechen“, regiert in Thessalien (1370–1373)
15. Ne Hlapen, eine Tochter von Radoslav Hlapen
Vorfahren 4. Generation:
16. Mladen (cl. 1319–1326), Gespan und Woiwode Vojvoda (General) der serbischen Könige, Gouverneur von Trebinje und Dračevica,
17. Ne
20. Pribac Hrebeljanović, Logothet (Kanzler) am Hof von Kaiser Stefan Uroš IV. Dušan
21. Ne
22. Vratko Nemanjić, auch Yug Bogdan genannt, (cl. 1325–1355) serbischer Prinz, Heerführer von Kaiser Stefan Uroš IV. Dušan in der Schlacht von Serrhai 1342
23. Ne
24. Matthaios Asanes Kantakuzenos (* 1325; † 24. Juni 1383) Mitkaiser von Byzanz von 15. April 1353 bis 1357, besiegt von den Serben wurde er zur Abdankung gezwungen, 1380–1382 Gouverneur von Morea
25. Irene Palaiologina (⚭ 1340/41), († nach 1356) Mitkaiserin
26. N
27. Ne
28. Simeon Uroš Palaiologos Nemanjić (* um 1326; † 1370/71) Halbbruder des serbischen Kaisers Stefan Uroš IV. Dušan, nennt sich „Zar der Serben und Griechen“, war von 1356 bis 1371 Herrscher von Thessalien und von 1359 bis 1366 Herrscher im Epirus.
29. Thomais Orsini (* um 1330), eine Schwester von Nikephoros II. Dukas-Angelos-Orsini Titular-Pfalzgraf von Kephalonia und Zakynthos und von 1356 bis zu seinem Tod 1359 Despot von Epirus
30. Radoslav Hlapen (cl. 1350–1383) serbischer Magnat, dient Kaiser Stefan Dušanund Stefan Uroš V als Vojvoda (General) in Mazedonien, Gouverneur von Voden und Veria. Lord of Kastoria 1360
31. Irina Nemanjic († nach 1361), Witwe von Grgur Preljub, ein serbischer Woiwode und Provinzgouverneur in Thessalien unter Zar Stefan Uroš IV. Dušan
Vorfahren 5. Generation:
44. Vratislav Nemanjić, Zupan
45. Ne
48. Johannes VI. Kantakouzenos (*um 1292; † 5. Juni 1383 in Mistra), Mitkaiser von Byzanz 1341, Kaiser (1347–1354), dankt am 3. Dezember 1354 ab, wird Mönch Joasaph im Kloster St. Georg von Mangana in Konstantinopel.
49. Irene Asanina († 1363/79) aus dem Haus Assen ⚭ vor 1320, Kaiserin von Byzanz 1347–1354, dann Nonne Evgenia im Kloster Sta Martha
50. Demetrios Angelos Dukas Palaiologos (* um 1297; † nach 1343), byzantinischer Prinz, Despotes von Thessalonike.
51. Theodora Komnene
56. Stefan Uroš III. Dečanski Nemanjić (* um 1285; † 11. November 1331) König von Raszien (Serbien) von 1321 bis 8. September 1331. Heiliger der serbisch-orthodoxen Kirche. 

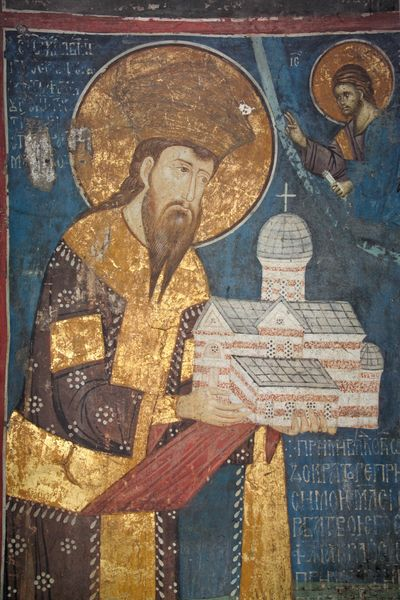
Stefan Decanski ktitor

57. Maria Palaiologina († 7. April 1355) Prinzessin von Byzanz, dessen 3. Gemahlin, Königin von Serbien (1324–1331)
58. Giovanni II. Orsini Pfalzgraf von Kephalonia von 1323 bis 1324 und Despot von Epirus von 1323 bis 1335.
59. Anna Palaiologina Angelina, (⚭ I. 1328, + nach 1355), vergiftet ihren ersten Gemahl, dadurch Regentin von Epirus 1335–1339 und 1341–1342. (Sie heiratet 2. vor 1355 Ivan Asen Komnenos Stazimirović von Bulgarien († vor 12. Mai 1363), serbischer Gouverneur von Valona, Kanina und Berat)
62. Stefan Uroš IV. Dušan Nemanjić, (* 1308; † 20. Dezember 1355). Folgt durch Absetzung seines Vaters 1331 als König, wird am 16. April 1346 in Skopje zum „Zar der Serben und Griechen“ gekrönt.
63. Jelena Prinzessin von Bulgarien († 7. November 1374), Schwester von Ivan Alexander Zar der Bulgaren von 1331 bis 1371.
Vorfahren 6. Generation:
88. Dimitrije Nemanjić, Zupan von Zeta 1271–1286, stiftet das Kloster Davidovica, wird 1286 Mönch David.
89. Ne
96. Michael Kantakuzenos († 1316) epitropos (Gouverneur) von Morea (1308–1316)
97. Theodora Angelina Palaiologina (* 1270; † 6. Jänner 1342).
98. Andronikos Asanes († nach 1322), Prinz von Bulgarien, aus dem Haus Assen Despot von Morea
99. Dukaina Tarchanaiotissa
100. Andronikos II Palaiologos (* 25. März 1259 in Nikaia; † 13. Februar 1332) Kaiser von Byzanz vom 11. Dezember 1282 bis 24. Mai 1328, gekrönt 12. Dezember 1282
101. Yolande von Montferrat (* 1273/74; † 1317in Drama, begraben Konstantinopel, Pantokrator Kloster, heiratet 1284, erhält Ansprüche auf das Königreich Thessaloniki als Mitgift, Kaiserin Irene von 1284 bis 1317), 1305 Erbin der Markgrafschaft Montferrat,
112. Stefan Uroš II. Milutin Nemanjić „der Große“ (* 1253; † Schloss Nerodimlja, Amselfeld 29. Oktober 1321), begraben Sardika (Sofia) König von Serbien (1282–1321)

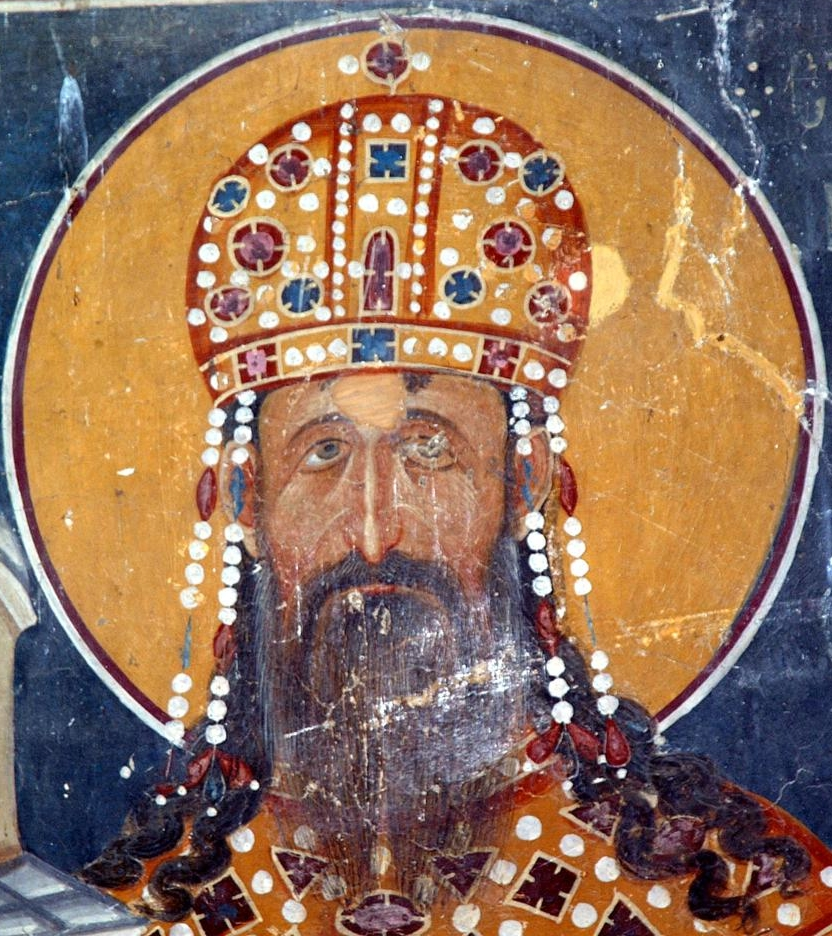
Stefan Uroš II. Milutin, König von Serbien

113. Ne (außerehelich)
114. Johannes Palaiologos-Komnenos (* um 1292; † Skopje 1326) Prinz von Byzanz aus dem Haus Palaiologos, 1305/1306 Panhypersebastos und Despot von Makedonien, 1326 Thronprätendent mit dem Titel Kaisar, Gouverneur von Thessalonike
115. Irene Metochitissa, heiratet bald nach 1305/06
116. Riccardo Orsini (* um 1230; † 1304) Pfalzgraf von Kefalonia 1264–1304 und Graf von Gravina (1284–1291)
117. Ne
118. Andronikos Palaiologos Angelos, (* um 1282; † Prilep 1326/1328) aus dem Haus Angelos; Protobestiarios und Archon von Belgrad, flieht nach Serbien.
119. Ne Kokala
124. Stefan Uroš III. Dečanski aus der Dynastie der Nemanjiden (serbisch Nemanjići) war von 1321 bis 8. September 1331 König von Raszien ⚭ I. 24. August 1293/1298
125. Theodora Prinzessin von Bulgarien († Oktober 1322) aus dem Haus des Smilec,
126. Sracimir Despot von Kran.
127. Keraza Petriza von Vidin († als Nonne Theophana am 7. November 1374), Schwester von Michael III. Schischman Assen, Zar von Bulgarien (1223–1330).
Vorfahren 7. Generation:
176. Djordje Nemanjić († nach 21. August 1242), folgt 1208 auf seinen Vater als Großfürst von Zeta, unterstellt Zeta der Republik Venedig (1208–1216) muss sich jedoch Serbien unterwerfen und regiert als abhängiger Fürst bis 1242. Sohn von Vukan Nemanjić, 1190 Großfürst von Zeta (Duklja) durch seinen Vater, Stefan Nemanja Groß-Zupan von Serbien, wird bei der Nachfolge zugunsten seines Bruders übergangen, nennt sich König von Duklja und Dalmatien, wird von Papst und Ungarn anerkannt, setzt 1202 seinen Bruder ab und folgt als Groß-Fürst von Serbien, wird jedoch von diesem 1204/5 gestürzt. Geht zurück nach Zeta, dankt 1208 zugunsten seines Sohnes ab. & nach 8. Jänner 1198 Ne Segni, eine Verwandte des Papstes Innozenz III. von Serbien (1166–1196) und dessen Gemahlin Anna Ne
177. Ne
196. Iwan Assen III. (* 1259/1260; † 1303), Zar von Bulgarien (1279–1280), Sohn von Zar Mizo Assen und der Maria Assenina von Bulgarien
197. Irene Palaiologina, Prinzessin von Byzanz, Zarin von Bulgarien (1279–1280), eine Tochter von Michael VIII. Palaiologos, Kaiser von Byzanz (1261–1282) und der Theodora Dukaina Komnene Palaiologina Batatzaina (* um 1240; † 4. März 1303)
198. Michael Dukas Glabas Tarchaneiotes (* c. 1235; † 1304/1315) Kuropalates, Protostrator (1292), Stratege des Thema Thrakien 1292, zuletzt Mönch, Patron mehrerer Kirchen, begraben Pammakaristos-Kirche (heute Fethiye-Moschee) in Konstantinopel.
199. Maria Doukaina Komnene Palaiologina Branaina, (+ als Witwe, als Nonne Martha)
200. Michael VIII. Palaiologos, Kaiser von Byzanz (15. August 1261 bis 11. Dezember 1282), Sohn von Andronikos Dukas Komnenos Palaiologos, General, Megas Domestikos (Oberkommandierender der byzantinischen Streitkräfte), 1246 Gouverneur von Thessaloniki; † 1248/52 als Mönch Arsenios und dessen Gemahlin, einer Cousine seines Vaters, Theodora Komnene Palaiologina.
201. Theodora Doukaina Komnene Palaiologina Batatzaina (* 1240; † 4. März 1303), Tochter von Ioannes Batatzes (* um 1215 † um 1240) und der Evdokia Angelina (* um 1222; † 1253),
202. Wilhelm VII. Markgraf von Montferrat (1255–1290) († als Gefangener in Alessandria, 8. Februar 1292), Sohn des Markgrafen Bonifatius II. von Montferrat († 1253) und der Margarete, einer Tochter des Grafen Amadeus IV. von Savoyen.
203. Infantin Beatrix von Kastilien Castilla (* 1254; † 1286), Tochter von Alfons X., „el Sabio“ (der Weise) König von Kastilien und León von 1252 bis 1282 und von 1257 bis 1273 (1275)König (Gegenkönig) des Heiligen Römischen Reiches und dessen Gemahlin, die Infantin doña Violante von Aragón (* 1236; † 1301). Durch sie stammt Friedrich Brankovic u. a. auch von Kaiser Friedrich I. „Barbarossa“ von Hohenstaufen und von Peter II. von Courtenay, der als Peter I. von 1216 bis 1217 als Kaiser des Lateinischen Kaiserreichs von Konstantinopel regierte.
224. Stefan Uroš I. Nemanjić (* um 1220; † 1. Mai 1277 in Sopoćani) König von Raszien der Küstenländer und aller Serben (1243 bis 1276)
225. Helena Angelina (* um 1230; ⚭ 1245; † 8. Februar 1314) Königin von Serbien (1245–1276), eine Tochter von Johannes „Kaloiannes“ Angelos und dessen Gemahlin Mathilde von Vianden. Sie stammte nicht, wie bisher vielfach vermutet, aus dem Haus Anjou, sondern nach neueren Forschungen aus dem byzantinischen Haus der Angeloi. Durch ihre Mutter Mathilde von Vianden war Helena Angelina auch mit den lateinischen Kaisern von Konstantinopel verwandt, da diese eine Tochter von Heinrich I. Graf von Vianden, Markgraf von Namur „iure uxoris“ († Palästina 19. Nov. 1253) und der Marguerite de Courtenay, Markgräfin von Namur war, die eine Tochter von Pierre de Courtenay – der als Peter I. von 1216 bis 1217 das Lateinische Kaiserreich von Konstantinopel regierte – und eine Schwester von Balduin II. war, der als letzter der Lateinischen Kaiser von Konstantinopel von 1228 bis 1261 regierte.
226. N
227. Ne
228. Konstantinos Dukas Palaiologos Porphyrogenetos (* 1261; † 5. Mai 1306 als Mönch Athanasios) ein Sohn des Kaisers Michael VIII.Palaiologos, Kaiser von Byzanz (1259–1282) und der Theodora Palaiologina Batatzaina (* um 1240; † 1303) Kaiserin (1279–1280)
229. Eirene Palaiologina Raulaina, heiratet 1285/88, eine Tochter des Protovestiarios Johannes Raul Petraliphas und der Theodora Raulaina.
230. Theodoros Metochites, (* 1270 † 1332) Großlogothet (Kanzler) des Kaisers Andronikos II. Palaiologos von Byzanz
231. Ne
232. Maio II. Orsini († 1259 oder 1264) Pfalzgraf von Kefalonia und Zakynthos (1238–1264)
233. Anna (Theodora) Komnena Dukaina Angelina von Epirus, T. v. Michael I.
234. N
235. Ne
236. Demetrios (Michael) Dukas Komnenos Angelos „Kutrules“, Despot von Epirus (⚭ I. um 1278; † nach 13. März 1304), Sohn von Michael (Konstantinos) Komnenos Doukas Angelos († 1267/68) und der Theodora Doukaina Petraloiphaina Basilissa.
237. Anna Komnene Palaiologina Prinzessin von Byzanz (* 1260; † 1299/1300), eine Tochter von Kaiser Michael VIII. und seiner Gemahlin, Theodora Doukaina Komnene Palaiologina Batatzaina.
238. Georgios Kokalas
239. Ne
248. Stefan Uroš II. Milutin Nemanjić (* 1253; † 1321) König von Raszien (Serbien), der Küstenländer und aller Serben von 1282 bis 1321. Sohn von Stefan Uroš I. und dessen Frau Jelena Anžujska
249. Anna Terter, ⚭ 1284, eine Tochter von Georgi I. Terter und der Kira-Marija Assenina,
250. Smilec († 1298 in Tarnowo) Zar der Bulgaren (1292–1298)
251. Smiltsena Palaiologina († Oktober 1322), ⚭ 1284, eine Tochter von Konstantin Angelos Komnenos Dukas Palaiologos (* um 1230; † 1271), ein byzantinischer General und jüngerer Halbbruder von Kaiser Michael VIII. u. d. Irene Komnene Laskarina Branaina.
252. N.
253. Ne
254. Schischman I. Despot von Vidin († 1313). Ein Bojar, der das Fürstentum Vidin errichtete und sich unter tatarischer Oberhoheit als von Bulgarien unabhängig erklärte. ⚭ in 2. Ehe 1292
255. Anna, eine Tochter des serbischen Knez Dragoslav Jovan (* 1230/55; † nach 1315), und dessen Gemahlin Jelena